# Список глав государств в 1833 году
| 1832 ← Список глав государств по годам → 1834 |

## Азия
- Абхазское княжество — Михаил (Хамуд-бей), князь[англ.] (1822—1864)
- Абу-Даби — 
  - Тахнун ибн Шахбут аль-Нахайян, шейх[англ.] (1818—1833)
  - Халифа ибн Шахбут аль-Нахайян, шейх[англ.] (1833—1845)
  - Султан ибн Шахбут аль-Нахайян, шейх[англ.] (1833—1845)
- Афганистан (эмират) — Дост Мухаммед, эмир[англ.] (1823—1839, 1845—1863)
- Бахрейн — 
  - Абдалла ибн Ахмад Аль Халифа, хаким (1795—1843)
  - Халифа ибн Салман Аль Халифа, хаким (1825—1834)
- Бруней — Омар Али Сайфуддин II, султан (1828—1852)
- Бутан — Адаб Чинлэ, друк дези (1832—1835)
- Великих Моголов империя — Акбар Шах II, падишах (1806—1837)
- Вьетнам — Нгуен Тхань-то (Минь Манг), император (1820—1841)
- Гератское ханство — Камран ибн Махмуд, хан (1818—1842)
- Дубай — 
  - Убейд ибн Саид ибн Рашид, шейх[англ.] (1833—1836)
  - Мактум ибн Бути, шейх[англ.] (1833—1852)
- Индия —
  - Аджайгарх — Бакхт Сингх, раджа (1809—1837)
  - Алвар — Бан Сингх Прабхакар, раджа (1815—1857)
  - Алираджпур — Джашвант Сингх, рана (1818—1862)
  - Амбер (Джайпур) — Джай Сингх III, Махараджа савай (1819—1835)
  - Аркот (Карнатака) — Гулам Мухаммад Гхаус-Хан, наваб (1825—1855)
  - Баони — Амир аль-Мольк, наваб (1815—1838)
  - Бансвара — Бхавани Сингх, раджа (1819—1838)
  - Барвани — Мохан Сингх, рана (1794—1839)
  - Барода — Саяджи Рао Гаеквад II, махараджа (1818—1847)
  - Башахра[англ.] — Махендра Сингх, рана[кат.] (1815—1850)
  - Бенарес — Удит Нарайян Сингх, раджа (1795—1835)
  - Биджавар — 
    - Ратан Сингх, раджа (1810—1833)
    - Лакшман Сингх, раджа (1833—1847)

  - Биканер — Ратан Сингх, махараджа[англ.] (1828—1851)
  - Биласпур (Калур) — Шарак Чанд, раджа (1824—1839)
  - Бунди — Рам Сингх, раджа (1821—1889)
  - Бхавнагар — Ваджесинхжи Вакхатсинхжи, такур сахиб (1816—1852)
  - Бхаратпур — Балвант Сингх, махараджа (1826—1853)
  - Бхопал — Миуз Мохаммад Хан, наваб (1826—1837)
  - Ванканер — Чандрасинхжи II Кесарисинхжи, махарана радж сахиб (1787—1839)
  - Гангпур[англ.] — Джагадев Шехар Део, Раджа[англ.] (1831—1852)
  - Гархвал — Сударшан Шах, махараджа (1824—1859)
  - Гвалиор — Джанкоджи II Шинде, махараджа (1827—1843)
  - Гондал — Чандрасинхжи Деважи, тхакур сахиб (1821—1841)
  - Даспалла[англ.] — Кришна Чандра Део Бханж, раджа[англ.] (1805—1845)
  - Датия — Паричат Сингх, раджа (1801—1839)
  - Девас младшее[англ.] — Ананд Рао, раджа[англ.] (1817—1840)
  - Девас старшее[англ.] — Рукмангад Тукоджи Рао, раджа[англ.] (1827—1860)
  - Джайнтия[англ.] — Ражендра Сингх, раджа[англ.] (1832—1835)
  - Джанжира — Мохаммад Хан I, наваб (1826—1848)
  - Джайсалмер — Джай Сингх, махараджа (1820—1846)
  - Джалавад (Дрангадхра) — Амарсинхжи II Раисинхжи, сахиб (1804—1843)
  - Джаора — Гхаус Мухаммад Хан, наваб (1825—1865)
  - Дженкантал[англ.] — Бхагиратха, Махараджа[англ.] (1830—1873)
  - Джинд — Сангат Сингх, раджа (1822—1834)
  - Джхабуа — Ратан Сингх, раджа (1832—1840)
  - Джунагадх — Мухаммад Бахадур Ханжи I, наваб (1811—1840)
  - Дхар — Рамачандра Радж II Павар, рана (1810—1833)
  - Дхолпур — Кират Сингх, рана (1804—1836)
  - Дунгарпур — Джасвант Сингх II, Махараджа  (1808—1844)
  - Идар — 
    - Гамбхир Сингх, раджа (1791—1833)
    - Шри Сир Джаван Сингх, махараджа (1833—1868)

  - Индаур — 
    - Малхар III, махараджа (1811—1833)
    - Мартанд Холкар VIII, махараджа (1833—1834)

  - Камбей — Банда Али Хан, наваб (1823—1841)
  - Капуртхала — Фатех Сингх, махараджа (1801—1837)
  - Караули — Хербакш Пал, махараджа (1805—1837)
  - Кач — Дешалджи II, раджа (1819—1860)
  - Кишангарх — Мокхам Сингх, махараджа (1832—1840)
  - Кодагу (Коорг)[англ.] — Вира Раджа, раджа[англ.] (1820—1834)
  - Колхапур — Шахаджи I, раджа (1822—1838)
  - Кота — Рам Сингх II, махараджа (1828—1866)
  - Кочин — Рама Варма XI, махараджа (1828—1837)
  - Куч-Бихар — Харендра Нарайян, раджа (1783—1839)
  - Ладакх — Цепал Дондуп Намгьял, раджа[англ.] (1802—1837, 1839—1840)
  - Лохару — Самсуддин Ахмад Хан, наваб (1827—1835)
  - Лунавада[англ.] — Фатех Сингх, рана[англ.] (1818—1849)
  - Майсур — Кришнараджа Водеяр III, султан (1799—1868)
  - Малеркотла — Амир Али Хан, наваб (1821—1846)
  - Манди — Залим Сен, раджа (1826—1839)
  - Манипур — Гамбхир Сингх, раджа[англ.] (1821, 1825—1834)
  - Марвар (Джодхпур) — Ман Сингх, махараджа (1803—1843)
  - Мевар (Удайпур) — Джаван Сингх, махарана (1828—1838)
  - Морви — Притхираджи Джияджи, сахиб (1828—1846)
  - Мудхол — Вьянкатрао I, раджа (1818—1854)
  - Набха — Джашвант Сингх, махараджа (1783—1840)
  - Наванагар — Ранмалджи II Сатаджи, джам (1820—1852)
  - Нагпур — Рагходжи III, махараджа (1818—1853)
  - Нарсингхгарх — Ханвант Сингжи, раджа (1827—1873)
  - Орчха — Дхарам Пал, раджа (1817—1834)
  - Паланпур — Фатех Мохаммад Хан, диван (1812—1813, 1813—1854)
  - Панна — Кишор Сингх, раджа (1798—1834)
  - Патиала — Карам Сингх, махараджа (1813—1845)
  - Порбандар — Викрамаджи Химоджираджи, рана (1831—1900)
  - Пратабгарх — Савант Сингх, махарават (1774—1844)
  - Пудуккоттай — Рагхунатха Тондемен II, раджа (1825—1839)
  - Раджгарх — Моти Сингх, рават (1831—1880)
  - Раджпипла — Верисалжи II, махарана (1821—1860)
  - Радханпур — Мухаммад Джоравар Шир Хан, наваб (1825—1874)
  - Рампур — Ахмад Али Хан, наваб (1794—1840)
  - Ратлам — Балвант Сингх, махараджа (1824—1857)
  - Рева — Джай Сингх, раджа (1809—1835)
  - Савантвади — Кхем Савант Бхонсле IV, раджа (1812—1867)
  - Саилана — Нахар Сингх, раджа (1827—1841)
  - Самбалпур[англ.] — 
    - Мохан Кумари, рана[англ.] (1827—1833)
    - Нарайян Сингх, раджа[англ.] (1833—1849)

  - Самтар — Хиндупат Сигнх, раджа (1827—1864)
  - Сангли — Чинтаман Рао I, раджа (1782—1851)
  - Сирмур — Фатех Пракаш, махараджа (1815—1850)
  - Сирохи — Удайибхан Сингх, раджа (1808—1847)
  - Ситамау — Раж Рам Сингх I, раджа (1802—1867)
  - Сонепур — Притхви Сингх Део, раджа (1781—1841)
  - Сукет — Бикрам Сен II, раджа (1791—1838)
  - Танджавур — Шиваджи, раджа (1832—1855)
  - Тонк — Амир Хан, наваб (1806—1834)
  - Траванкор — Свати Тирунал Рама Варма, махарани (1813—1846)
  - Трипура — Кришна Кишоре Маникья, раджа[англ.] (1829—1849)
  - Фаридкот — Пахар Сингх, раджа (1827—1849)
  - Хайдарабад — Асаф Джах IV, низам (1829—1857)
  - Хиндол[англ.] — Харихара, раджа[англ.] (1829—1841)
  - Чамба — Чархат Сингх, раджа (1808—1844)
  - Чаркхари — Ратан Сингх, раджа (1829—1860)
  - Чхатарпур — Пратап Сингх, раджа (1816—1854)
  - Шахпура — Мадхо Сингх, раджа (1827—1845)
- Индонезия —
  - Аче — Алауддин Мухаммад Дауд, султан (1823—1838)
  - Бачан — Мухаммад Гаятуддин Корнабе, султан[англ.] (1826—1861)
  - Дели — Амалуддин Манжендар, туанку (1805—1850)
  - Джокьякарта — Хаменгкубувоно V, султан (1823—1826, 1828—1855)
  - Ланфан[англ.] — Лю Тайцзи, президент[англ.] (1823—1838)
  - Мангкунегаран — Мангкунегара II, султан (1796—1835)
  - Понтианак — Осман Алькадри, султан (1819—1855)
  - Сиак — Аль-Саид аль-Шариф Исмаил Абдул Джалил Зияифуддин, Султан (1827—1864)
  - Сулу — Джамалул Кирам I, султан[англ.] (1823—1844)
  - Суракарта — Пакубовоно VII, сусухунан (1830—1858)
  - Тернате — Мухаммад Зайн, султан (1823—1859)
  - Тидоре — Аль-Мансур Сираджуддин, султан[англ.] (1822—1856)
- Иран  — Фетх Али, шах (1797—1834)
- Йемен — 
  - Акраби — 
    - Аль-Махди ибн Али аль-Акраби, шейх (1770— 1833)
    - Хайдара ибн Аль-Махди аль-Акраби, шейх (1833— 1858)

  - Алави — Шаиф I аль-Алави, шейх (1800—1839)
  - Аудхали — Ахмад ибн Салих, |султан (ок. 1820 — 1870)
  - Верхняя Яфа — Кахтан II бин Умар аль-Хархара, султан (ок. 1815 — ок. 1840)
  - Катири — Галиб ибн Мухсин аль-Катир, султан (1830—1880)
  - Лахедж — Мухсин ибн Фадл, султан (1827—1839, 1839—1846, 1846—1847)
  - Нижняя Яфа — Али I ибн Галиб аль-Афифи, султан (ок. 1800 — 1841)
  - Фадли — Ахмад IV бин Абдаллах аль-Фадли, султан (1828—1870)
- Казикумухское ханство — Аслан, хан (1820—1836)
- Камбоджа — Анг Тян II, король[англ.] (1806—1834)
- Китай (Империя Цин)  — Даогуан (Мяньнин), император[англ.] (1820—1850)
- Кувейт — Джабер I, шейх (1814—1859)
- Лаос  — 
  - Луангпхабанг  — Мантатурат, король (1819—1837)
  - Тямпасак  — Хуай, король (1826—1841)
- Малайзия — 
  - Джохор — Хусейн Шах, Султан[англ.] (1819—1835)
  - Келантан — Мухаммад I, раджа[англ.] (1800—1835)
  - Негери-Сембилан — Радин, ямтуан бесар (1824—1861)
  - Перак — Шихабуддин Риайят-шах, султан (1830—1851)
  - Селангор — Мухаммад, султан (1826—1857)
  - Сетул[англ.] — Тунку Бинсу ибн аль-Мархум Абдулла, раджа[англ.] (1809—1843)
  - Тренгану — Мансур-шах II, султан (1831—1836)
- Мальдивы — Мухаммад Муинуддин I, султан (1799—1835)
- Мегрельское княжество — Леван V Дадиани, князь (1804—1846)
- Мьянма (Бирма) — 
  - Йонгве[англ.] — Сао Се У II, Саофа[англ.] (1821—1852)
  - Кенгтунг[англ.] — Маха Хканан, саофа[англ.] (1815—1857)
  - Конбаун — Баджидо, царь (1819—1837)
  - Локсок (Ятсок)[англ.] — Хкун Шве Эк, саофа[англ.] (1813—1850)
  - Мокме[англ.] — Хкам У, саофа[англ.]  (1831—1844)
  - Монгнай[англ.] — Монг Шве По, миоза[англ.]  (ок. 1802—1848)
  - Монгпай[кат.] — Хкам Хленг, саофа[кат.] (1808—1820, 1823—1836)
  - Монгпон[англ.] — Хкун Лек, саофа[англ.] (1816—1860)
  - Сенви[англ.] — Сао Хкун Монг Лек, саофа[англ.] (1831—1838)
  - Сипау[англ.] — Хкун Хкви, саофа[англ.] (1809—1843)
- Неджд — Турки ибн Абдулла, эмир (1824—1834)
- Непал — Ражендра Бикрам, король (1816—1847)
- Оман — Саид ибн Султан, султан (1804—1856)
- Османская империя — Махмуд II, султан (1808—1839)
- Пакистан — 
  - Бахавалпур — Мухаммад Бахавал Хан III, наваб (1826—1852)
  - Калат — Мераб II, хан (1817—1839)
  - Лас Бела — Мир-хан II, хан (1830—1869, 1877—1888)
  - Синд (династия Талпур) — Нур Мухаммад Хан, мир (1832—1841)
  - Хаирпур — Рустам Али Хан, мир (1830—1842)
  - Харан — 
    - Аббас, мир (1804/1810—1833)
    - Азад, мир (1833—1885)

  - Хунза[англ.] — Газанфур Хан, мир[англ.] (1825—1863)
  - Читрал — Шах Мухтарам Катор II, мехтар (1788—1838)
- Рюкю — междуцарствие (1828—1835)
- Сиам (Раттанакосин)  — Рама III (Чессадабодиндра), король (1824—1851)
- Сикким — Цудпуд Намгьял, чогьял (1793—1863)
- Сикхское государство — Ранджит Сингх, махараджа (1801—1839)
- Тибет — Цултрим Гьяцо (Далай-лама X), далай-лама[англ.] (1822—1837)
- Узбекистан — 
  - Бухарский эмират — Насрулла, эмир (1827—1860)
  - Кокандское ханство — Мухаммад Али, хан (1822—1841)
  - Хивинское ханство (Хорезм) — Аллакули, инак (1825—1842)
- Филиппины — 
  - Магинданао — Искандар Кудратуллах Мухаммад, султан (1830—1854)
- Чосон  — Сунджо, ван (1800—1834)
- Шарджа  — Султан I бин Сакр аль-Касими, эмир[англ.] (1803—1840, 1840—1866)
- Япония — 
  - Аяхито (император Нинко), император (1817—1846)
  - Токугава Иэнари, сёгун (1787—1837)

## Америка
- Аргентина — 
  - Хуан Рамон Балькарсе, губернатор провинции Буэнос-Айрес (1832—1833)
  - Хуан Хосе Вьямонте, губернатор провинции Буэнос-Айрес (1833—1834)
- Боливия — Андрес де Санта-Крус, президент (1829—1839)
- Бразильская империя — Педру II, император (1831—1889)
- Венесуэла — Хосе Антонио Паэс, президент (1830—1835, 1839—1843, 1861—1863)
- Гаити[англ.] — Жан Пьер Буайе, президент (1818—1843)
- Мексиканская республика — 
  - Мануэль Гомес Педраса, президент (1832—1833)
  - Валентин Гомес Фариас, президент (1833, 1833—1834, 1846—1847)
  - Антонио Лопес де Санта-Анна, президент (1833, 1834—1835, 1839, 1841—1842, 1843, 1844, 1847, 1853—1855)
- Новая Гранада — Франсиско де Паула Сантадер, президент (1832—1837)
- Парагвай — Хосе Гаспар Родригес де Франсия, верховный диктатор (1814—1840)
- Перу — 
  - Августин Гамарра, президент (1829—1833, 1838—1841)
  - Луис Хосе де Обрегосо, президент (1833—1834, 1834—1835)
- Соединённые провинции Центральной Америки — Франсиско Морасан, президент (1830—1834, 1835—1839)
- Соединённые Штаты Америки — Эндрю Джексон, президент (1829—1837)
- Уругвай — Фруктуосо Ривера, президент (1830—1834, 1838—1843)
- Чили — Хосе Хоакин Прието Вьял, президент (1831—1841)
- Эквадор — Хуан Хосе Флорес, президент (1830—1834, 1839—1845)

## Африка
- Аусса — 
  - Эйдахис ибн Махаммад ибн Эйдахис, султан (1801—1832)
  - Ханфаде ибн Эйдахис, султан (1832—1862)
- Ашанти — Осей Яв Акото, ашантихене (1824—1834)
- Баоль[фр.] — Лат Жеген Фаль, тень[фр.] (1832—1842)
- Багирми — Утман Буркоманда III аль-Кабир, султан (1806—1807, 1807, 1807—1846)
- Бамбара (империя Сегу) — Тьефоло Диарра, битон (1827—1839)
- Бамум — Нгууо, мфон (султан)[англ.] (1818—1865)
- Бени-Аббас[англ.] — Ахмед Мокрани, султан[фр.] (1831—1837, 1838—1853)
- Бенинское царство — Осемвенде, оба[англ.] (1816—1848)
- Борну — Ибрагим IV, маи[нем.] (1820—1846)
- Буганда — Сууна II, кабака (1832—1856)
- Буньоро — Ньямутукура Кьебамбе III, омукама (1786—1835)
- Бурунди — Нтаре IV Ругамба, мвами (король) (1796—1850)
- Бусса[англ.] — Киторо Гани Зара дан Джибрим, киб (1793—1835)
- Ваало[англ.] — 
  - Фара Пенда Адам Сал, король (1827—1830, 1832—1833, 1835—1840)
  - Ксерфи Ксари Дааро, король (1830—1832, 1833—1835)
- Вадаи — Мухаммад Абд аль-Азиз Давийи, колак (султан)[англ.] (1829—1835)
- Варсангали[англ.] — Аюль, султан[кат.] (1830—1889)
- Вогодого — Савадого, нааба (1802—1834)
- Волаитта (Велайта)[нем.] — Амадо, каво[англ.] (1800—1835)
- Газа[англ.] — Сошангане, инкоси[кат.] (1828—1858)
- Гаро (Боша) — Дукамо, тато[англ.] (ок. 1790—1845)
- Гвирико[англ.] — Диори Уаттара, царь[англ.] (1809—1839)
- Дагомея — Гезо, ахосу (1818—1858)
- Дамагарам — Ибрагим дан Сулейман, султан (1822—1841)
- Дарфур — Мухаммад III Фадл ибн Абд аль-Рахман, султан (1799—1839)
- Денди[англ.] — Бассару Мисси Изе, аскья[англ.] (1823—1842)
- Денкира[англ.] — Квадво Тибу I, денкирахене[англ.] (1813—1851)
- Джолоф — Бирьям Кумба-Ге, буур-ба[англ.] (1818—1838)
- Зулусское королевство — Дингаан, инкоси (король) (1828—1840)
- Малагасийское королевство — Ранавалуна I, королева (1828—1861)
- Кайор — Майса Тенд Жор Самба Фаль, дамель (1832—1855)
- Каффа — Гаа Нетшотшо, царь (1821—1845)
- Кенедугу — Фамороба Траоре, фаама (ок.1825—ок.1835)
- Койя — Фатима Брима Кама, обаи (1826—1840)
- Конго — Андреа II, маниконго[англ.] (1830—1842)
- Лунда — Навеж II Дитенд, муата ямво (ок. 1800—1852)
- Маджиртин — Кисмаан II, султан (1815—1842)
- Мандара — Йяссе, султан (1828—1842)
- Марокко — Абд ар-Рахман, султан (1822—1859)
- Массина — Секу Амаду (Амаду Лоббо), ардо (альмами) (1810—1845)
- Матамба и Ндонго[англ.] — 
  - Ндала Камана, король[англ.] (1810—1833)
  - в 1833 году королевство ликвидировано и включено в состав Португальской Анголы
- Нри[англ.] — Энвелеана I, эзе[англ.] (1795—1886)
- Руанда — Мутара II Рвогера, мвами (1802—1853)
- Салум — Бале Ндунгу Хуредья Ндао, маад (1823—1851)
- Свазиленд (Эватини) — Собуза I, нгвеньяма (король) (1815—1836)
- Сокото — Мухаммед Белло, султан[англ.] (1817—1837)
- Такали[англ.] — Умар II, мукук[англ.] (1800—1835)
- Твифо-Хеман (Акваму)[англ.] — Окото Паньин, аквамухене (1781—1835)
- Трарза — Мохаммед аль-Хабиб, эмир (1827—1860)
- Тунис — Хусейн II ибн Махмуд, бей (1824—1835)
- Фута Торо — междуцарствие (1804—1859)
- Харар[англ.] — Абд аль-Карим ибн Мухаммад, эмир[англ.] (1825—1834)
- Эфиопия — Сале Денгел, император (1832, 1832—1840, 1841—1845, 1845—1850, 1851—1855)

## Европа
- Андорра — 
  - Луи-Филипп I, король Франции, князь-соправитель (1830—1848)
  - Симо де Гвардиола-и-Хортонеда, епископ Урхельский, князь-соправитель (1827—1851)
- Бельгия — 
  - Леопольд I, король (1831—1865)
  - Альбер Гобле д’Альвьелла, премьер-министр (1832—1834)
- Валахия — русская военная администрация (1828—1834)
- Великобритания и Ирландия — 
  - Вильгельм IV, король (1830—1837)
  - Чарльз Грей, премьер-министр (1830—1834)
- Венгрия — Франц I, король (1792—1835)
- Германский союз — 
  - Австрийская империя — Франц I, император (1804—1835)
  - Ангальт —
    - Ангальт-Бернбург — Алексиус Фридрих, герцог (1807—1834)
    - Ангальт-Дессау — Леопольд IV, князь (1817—1853)
    - Ангальт-Кётен — Генрих, герцог (1830—1847)

  - Бавария — Людвиг I, король (1825—1848)
  - Баден — Леопольд, великий герцог (1830—1852)
  - Брауншвейг — Вильгельм, герцог (1830—1884)
  - Вальдек-Пирмонт — Георг II, князь (1813—1845)
  - Вюртемберг — Вильгельм I, король (1816—1864)
  - Ганновер — Вильгельм IV, король (1830—1837)
  - Гессен — 
    - Гессен (великое герцогство) — Людвиг II, великий герцог (1830—1848)
    - Гессен-Гомбург — Людвиг, ландграф (1829—1839)
    - Гессен-Ротенбург — Виктор Амадей, ландграф (1812—1834)
    - Гессен-Филипсталь-Бархфельд — Карл, ландграф (1803—1854)

  - Гогенцоллерн-Гехинген — Фридрих, князь (1810—1838)
  - Гогенцоллерн-Зигмаринген — Карл, князь (1831—1848)
  - Лихтенштейн — Иоганн I, князь (1805—1836)
  -  Люксембург — Вильгельм I, великий герцог (1815—1840)
  - Мекленбург —
    - Мекленбург-Стрелиц — Георг, великий герцог (1816—1860)
    - Мекленбург-Шверин — Фридрих Франц I, великий герцог (1815—1837)

  - Нассау (герцогство) — Вильгельм I, герцог (1816—1839)
  - Ольденбург — Август I, великий герцог (1829—1853)
  - Пруссия — Фридрих Вильгельм III, король (1797—1840)
    - Олесницкое княжество (герцогство Эльс) — Вильгельм Брауншвейгский, князь (1815—1884)

  - Рейсс-Гера — Генрих LXII, князь (1818—1854)
  - Рейсс-Грейц — Генрих XIX, князь (1817—1836)
  - Саксония — Антон, король (1827—1836)
    - Саксен-Альтенбург — Фридрих, герцог (1826—1834)
    - Саксен-Веймар-Эйзенах — Карл Фридрих, великий герцог (1828—1853)
    - Саксен-Кобург-Гота — Эрнст I, герцог (1826—1844)
    - Саксен-Мейнинген — Бернгард II, герцог (1803—1866)

  - Шаумбург-Липпе — Георг Вильгельм, князь (1807—1860)
  - Шварцбург-Зондерсгаузен — Гюнтер Фридрих Карл I, князь (1794—1835)
  - Шварцбург-Рудольштадт — Фридрих Гюнтер, князь (1807—1867)
- Греция — 
  - Оттон I, король (1832—1862)
  - Спиридон Трикупис, премьер-министр (1833)
  - Александр Маврокордатос, премьер-министр (1833—1834, 1841, 1854—1855)
- Дания — Фредерик VI, король (1808—1839)
- Испания — 
  - Фердинанд VII, король (1808, 1813—1833)
  - Изабелла II, королева (1833—1868)
- Италия —
  - Лукка — Карл II, герцог (1824—1847)
  - Модена и Реджо — Франческо IV д’Эсте, герцог (1814—1846)
  - Королевство обеих Сицилий — Фердинанд II, король (1830—1859)
  - Парма и Пьяченца — Мария-Луиза Австрийская, герцогиня (1814—1847)
  - Сардинское королевство — Карл Альберт, король (1831—1849)
  - Тосканское великое герцогство — Леопольд II, великий герцог (1824—1859)
- Молдавское княжество — русская военная администрация (1828—1834)
- Монако — Оноре V, князь (1819—1841)
- Нидерланды — Виллем I, король (1815—1840)
- Норвегия — Карл III (король Швеции Карл XIV Юхан), король (1818—1844)
- Папская область — Григорий XVI, папа (1831—1846)
- Португалия — Мигел I, король (1828—1834)
- Сербия — Милош Обренович, князь (1817—1839, 1858—1860)
- Российская империя — Николай I, император (1825—1855)
- Франция — Луи-Филипп I, король (1830—1848)
- Чехия — Франц I, король (1792—1835)
- Швеция — Карл XIV Юхан, король (1818—1844)

## Океания
- Гавайи — Камеамеа III, король (1824—1854)
- Таити — Помаре IV, король (1827—1877)

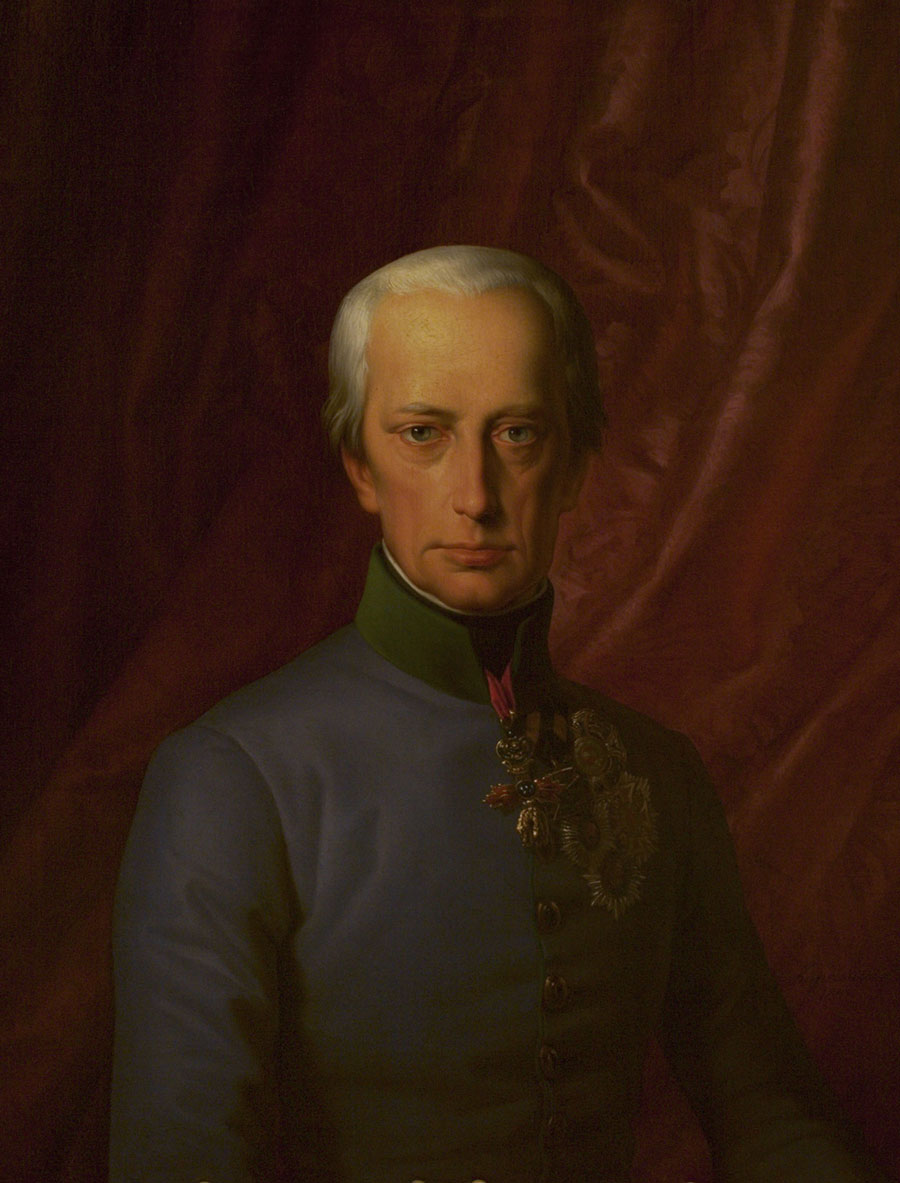
Франц I 1804-1835 Император Австрии, король Венгрии и Чехии
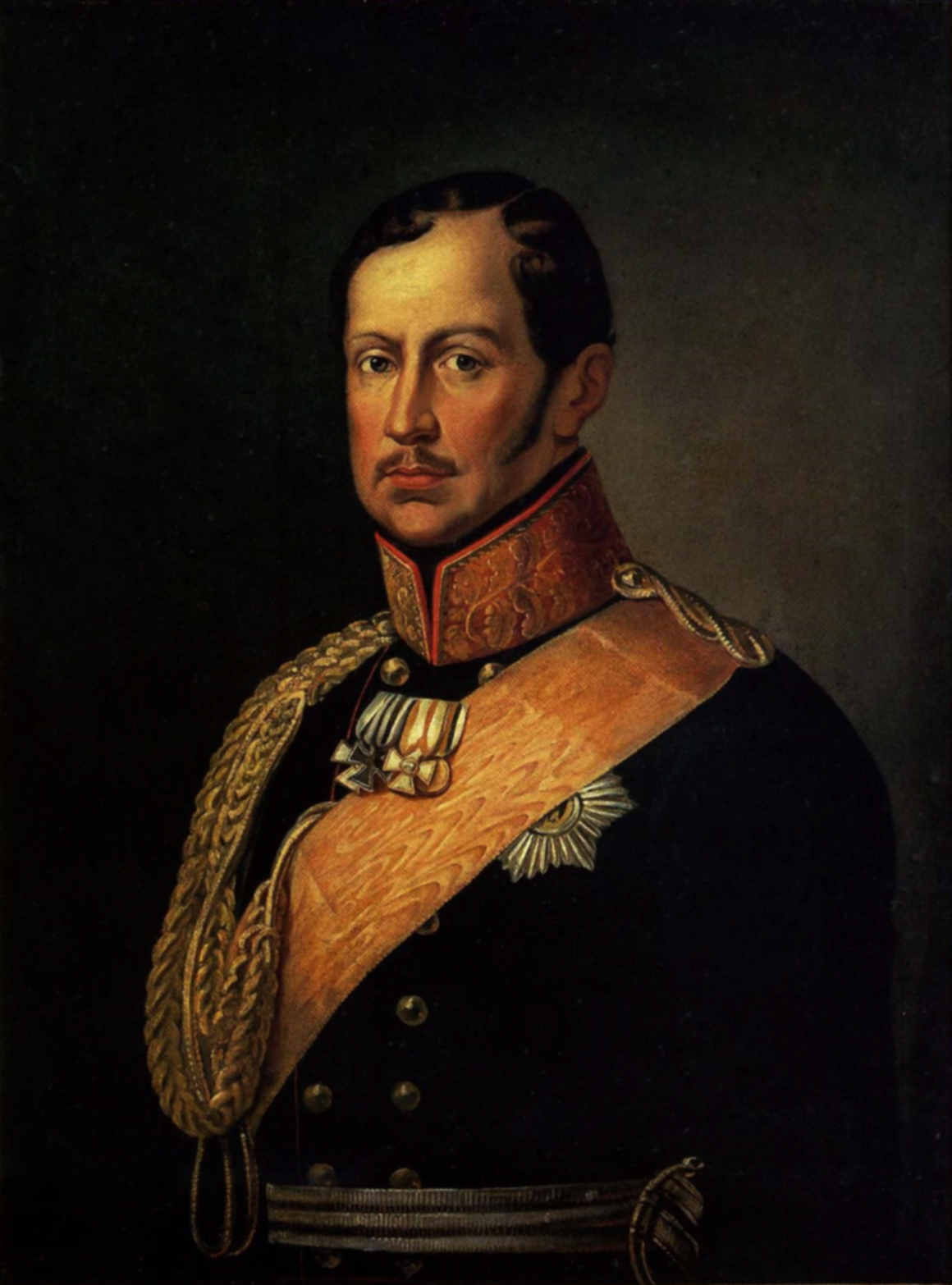
Фридрих Вильгельм III 1797-1840 Король Пруссии
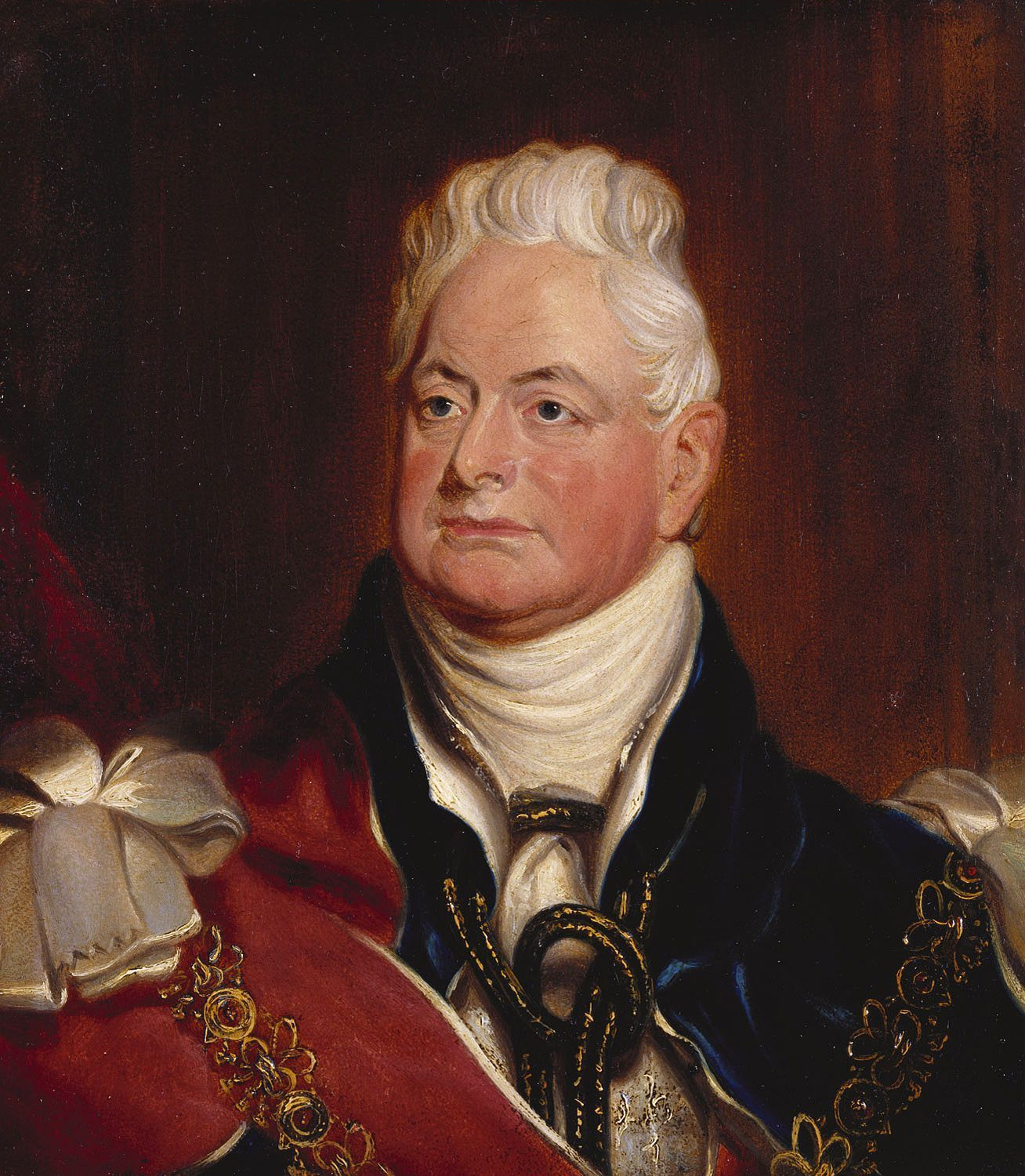
Вильгельм IV 1830-1837 Король Великобритании и Ганновера
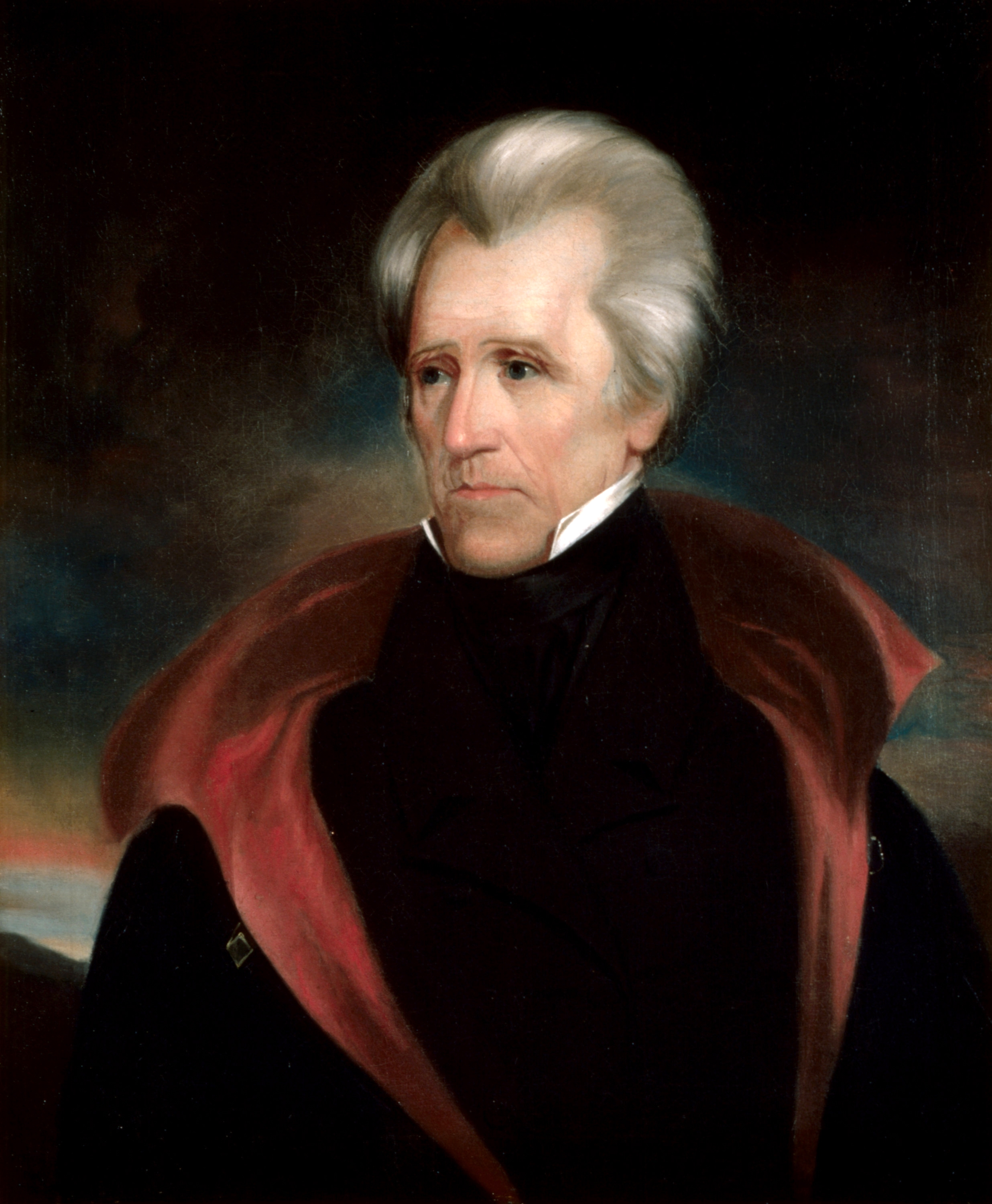
Эндрю Джексон 1829-1837 Президент США
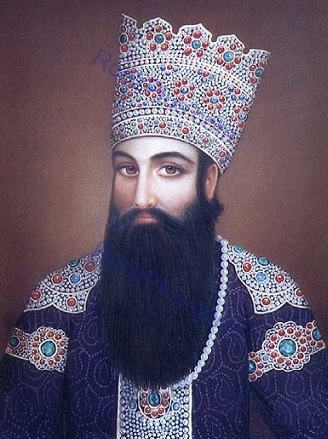
Фетх Али 1797-1834 Шах Ирана
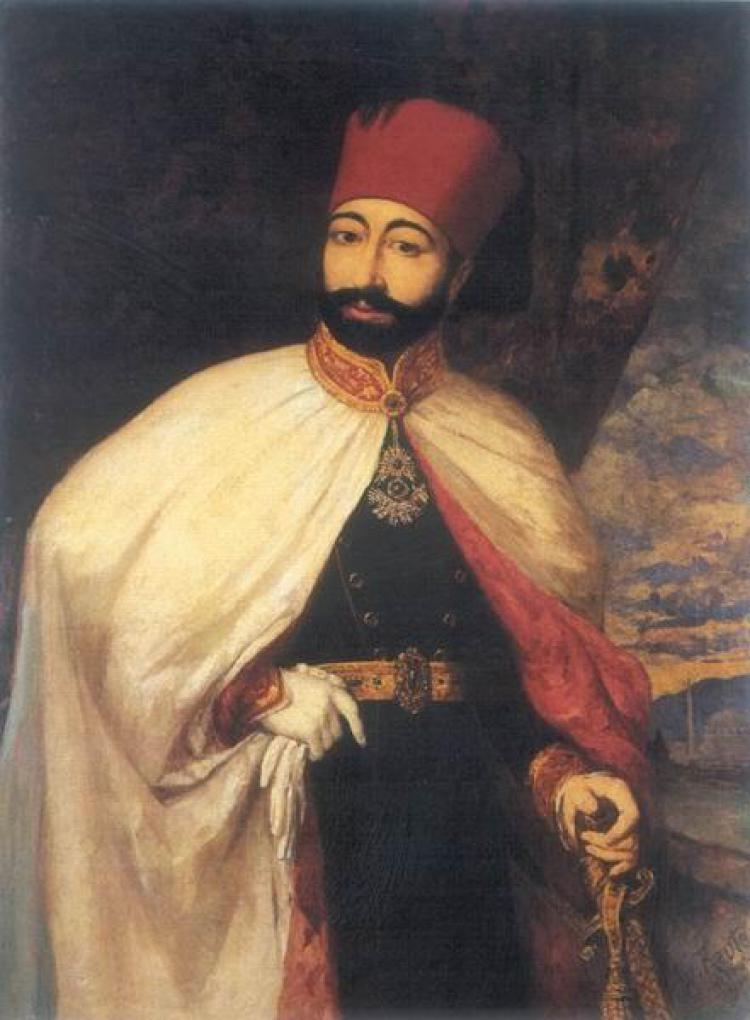
Махмуд II 1808-1839 Османский султан
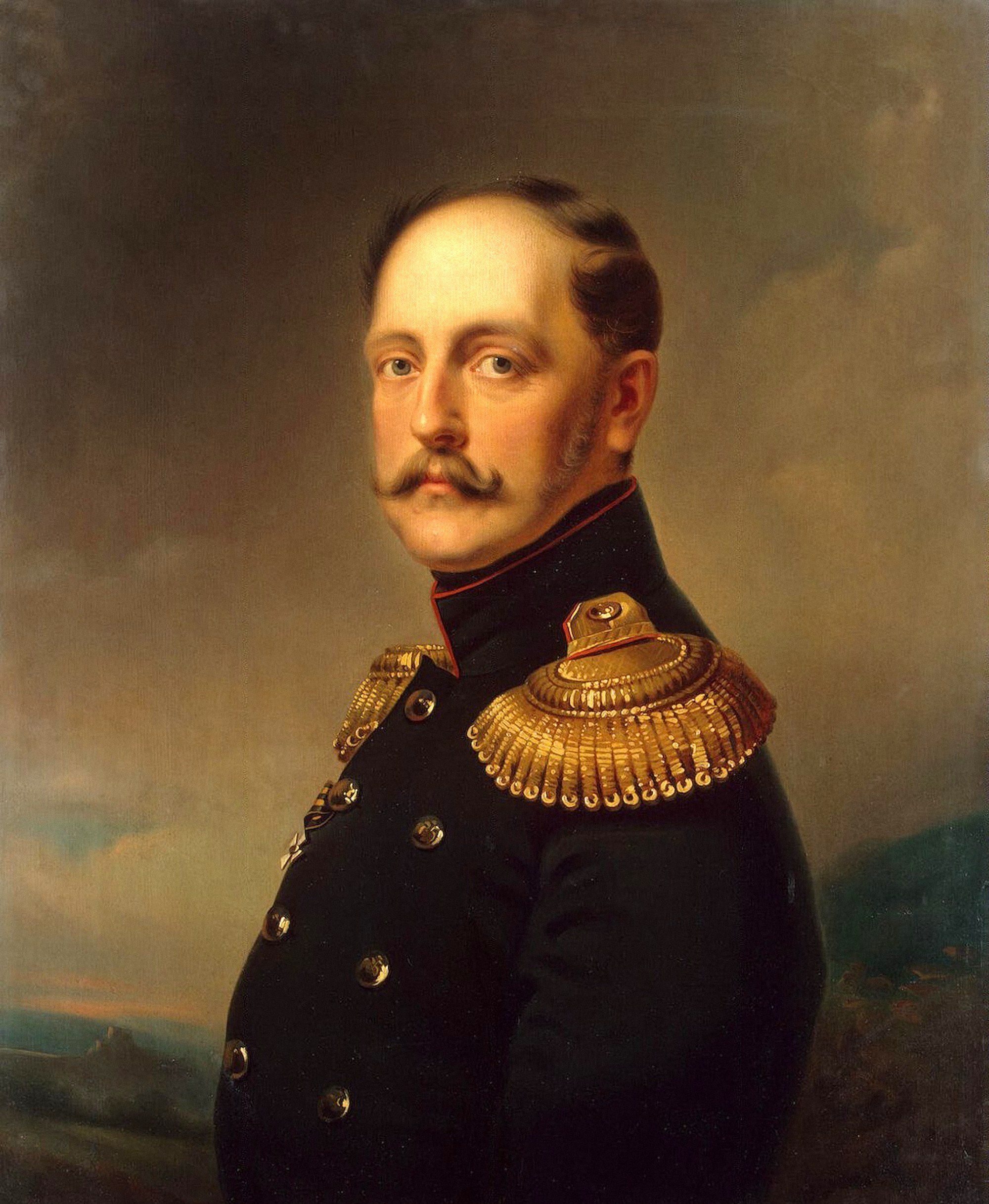
Николай I 1825-1855 Император Всероссийский
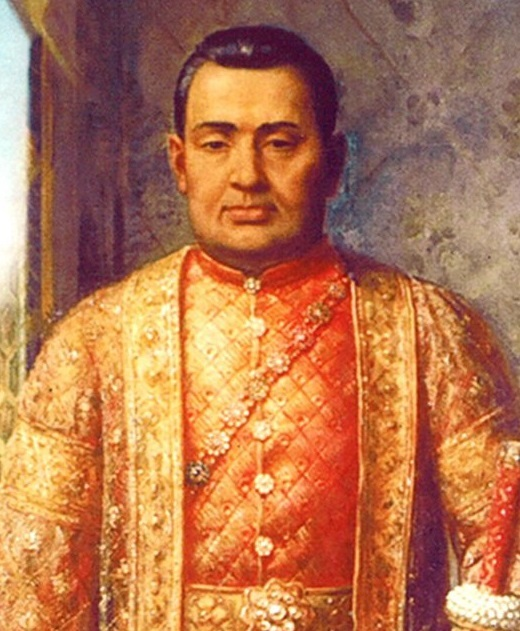
Рама III 1824-1851 Король Сиама
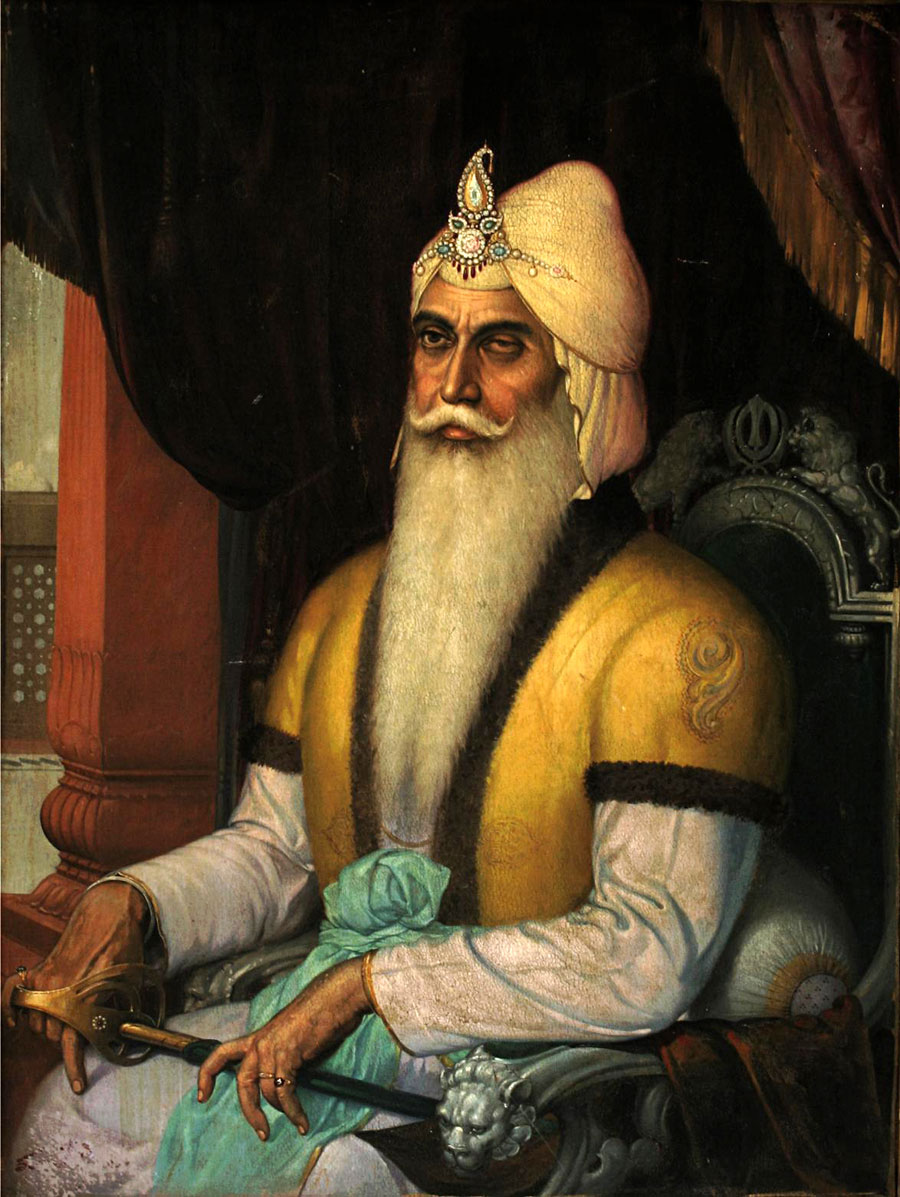
Ранджит Сингх 1801-1839 Махараджа сикхов
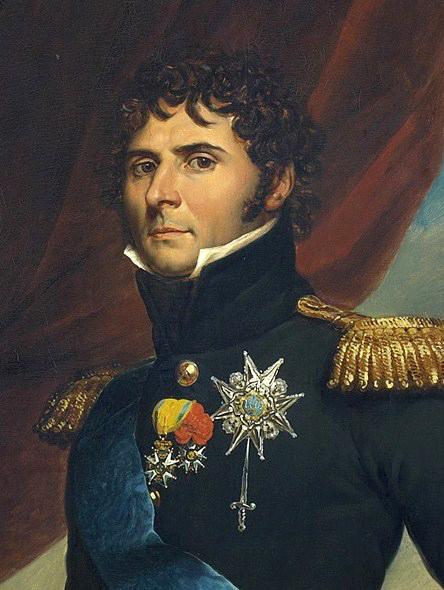
Карл XIV Юхан 1818-1844 Король Швеции и Норвегии
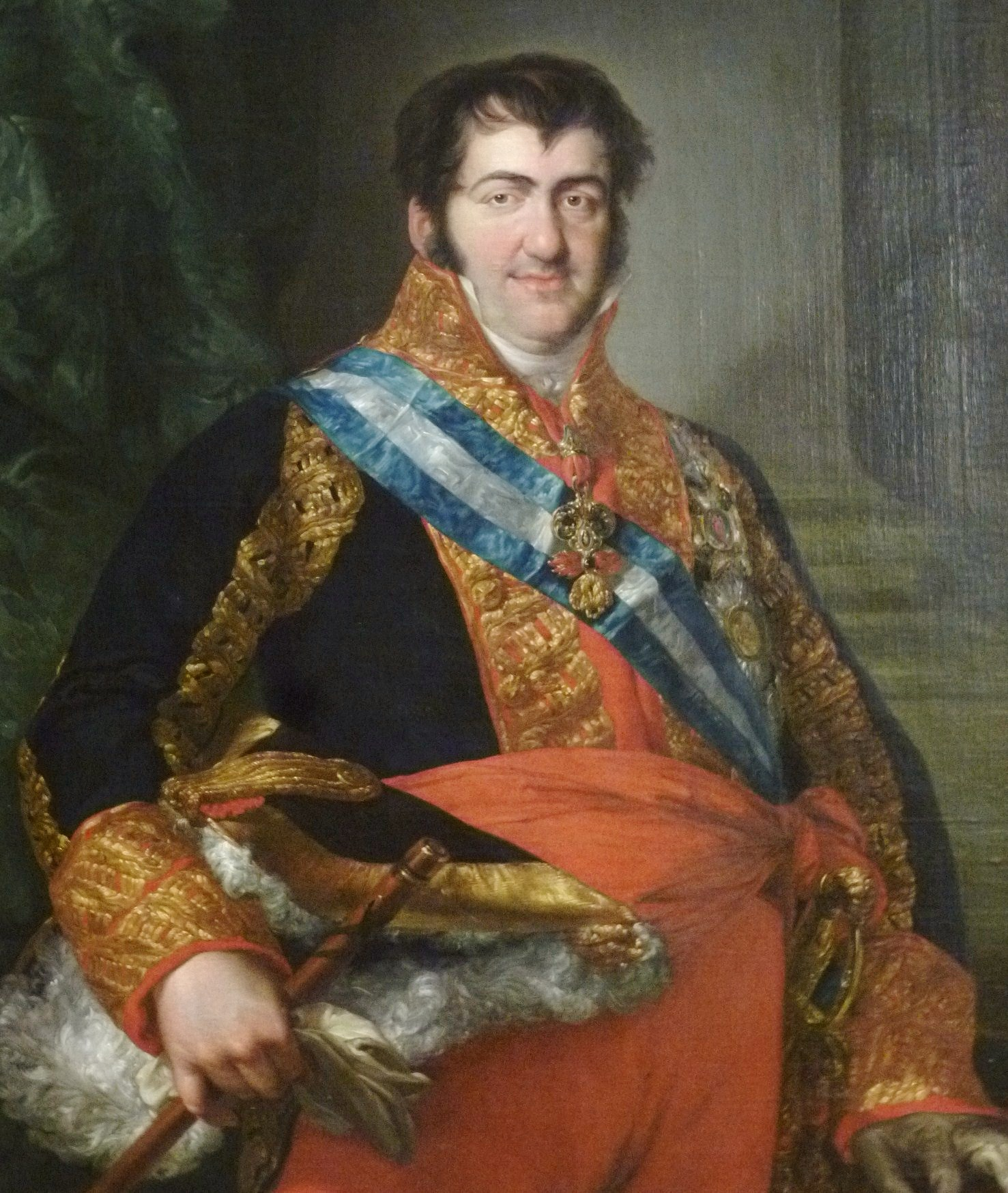
Фердинанд VII 1813-1833 Король Испании
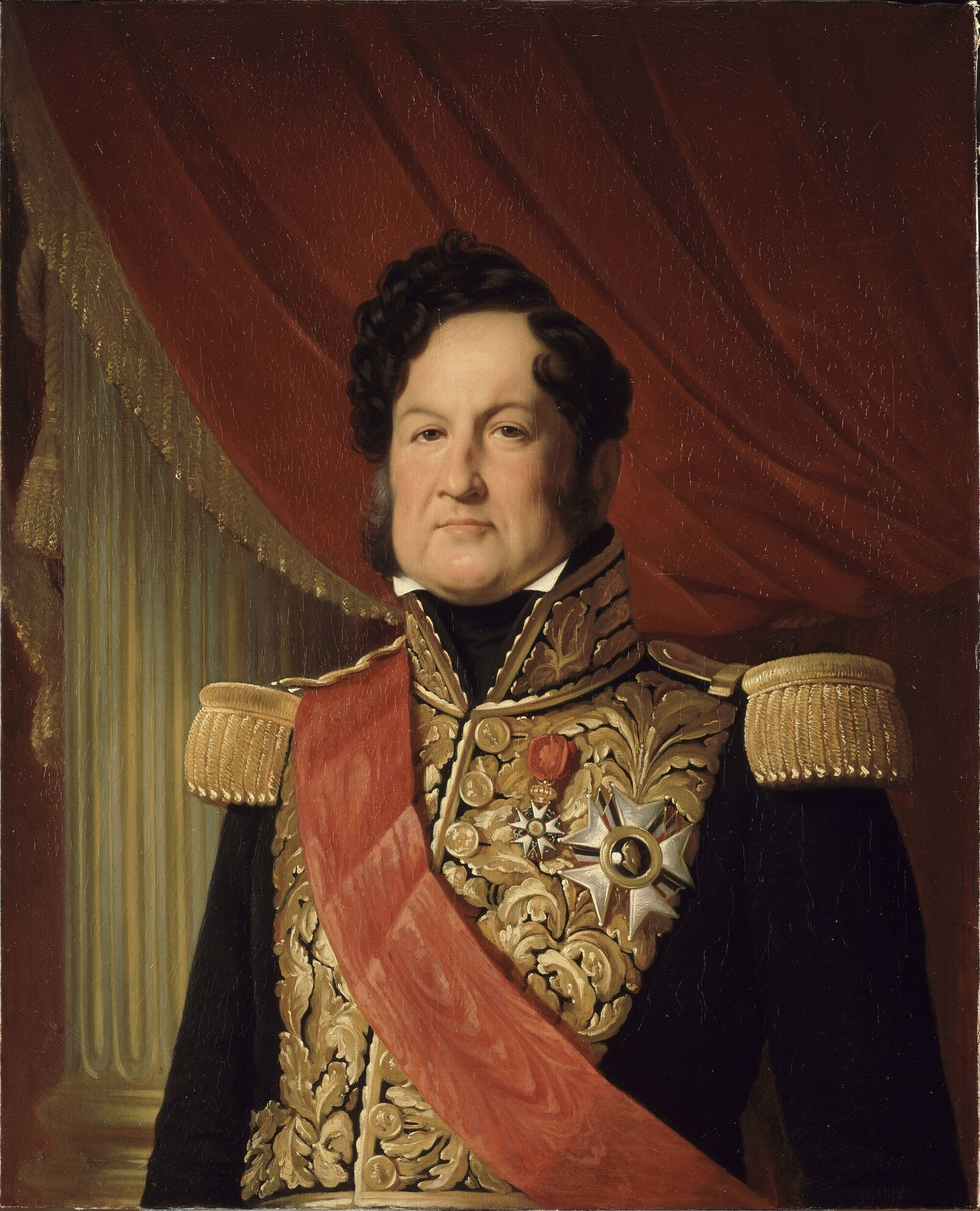
Луи-Филипп I 1830-1848 Король Франции
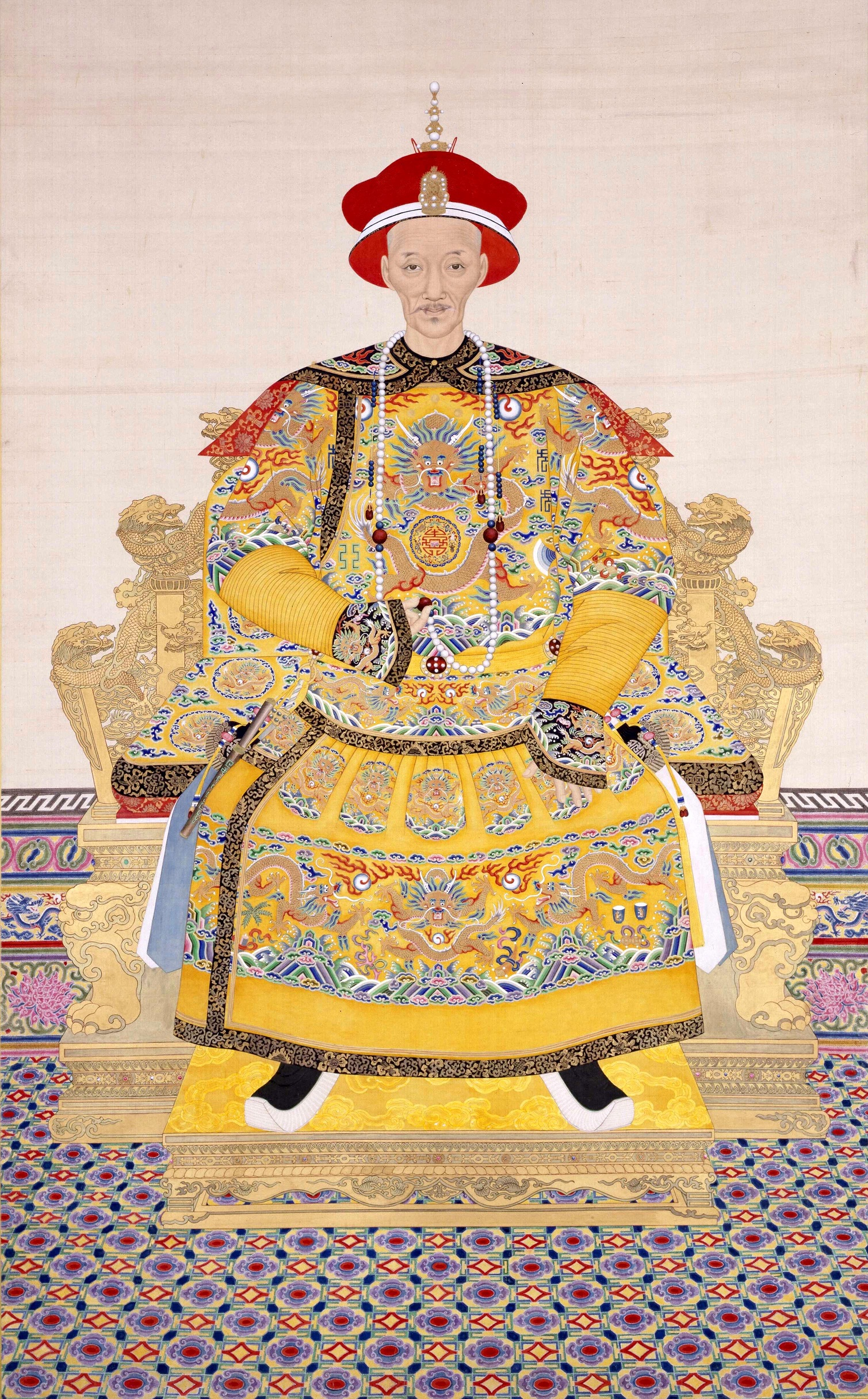
Даогуан (Мяньнин) 1820-1850 Император Китая (Цин)
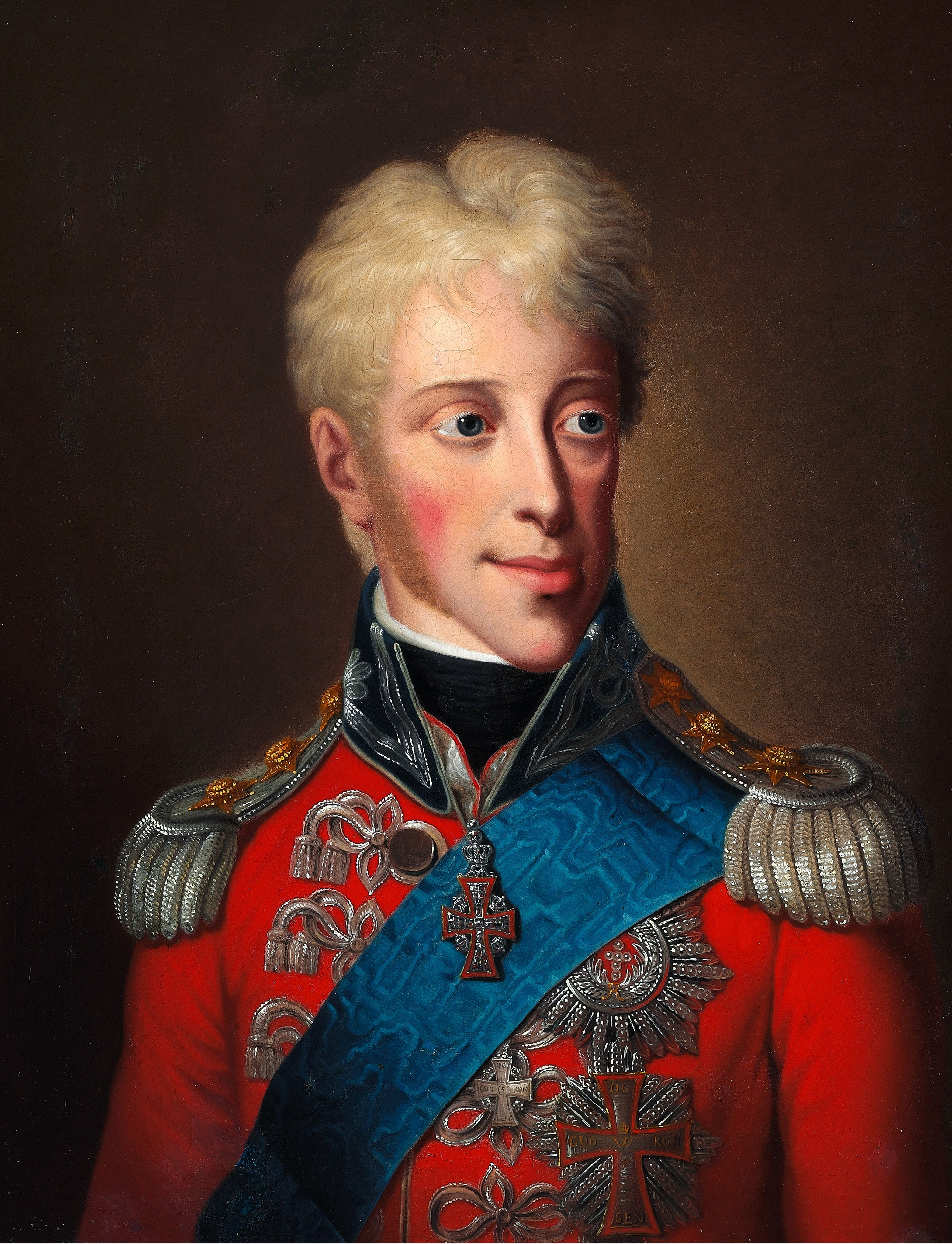
Фредерик VI 1808-1839 Король Дании
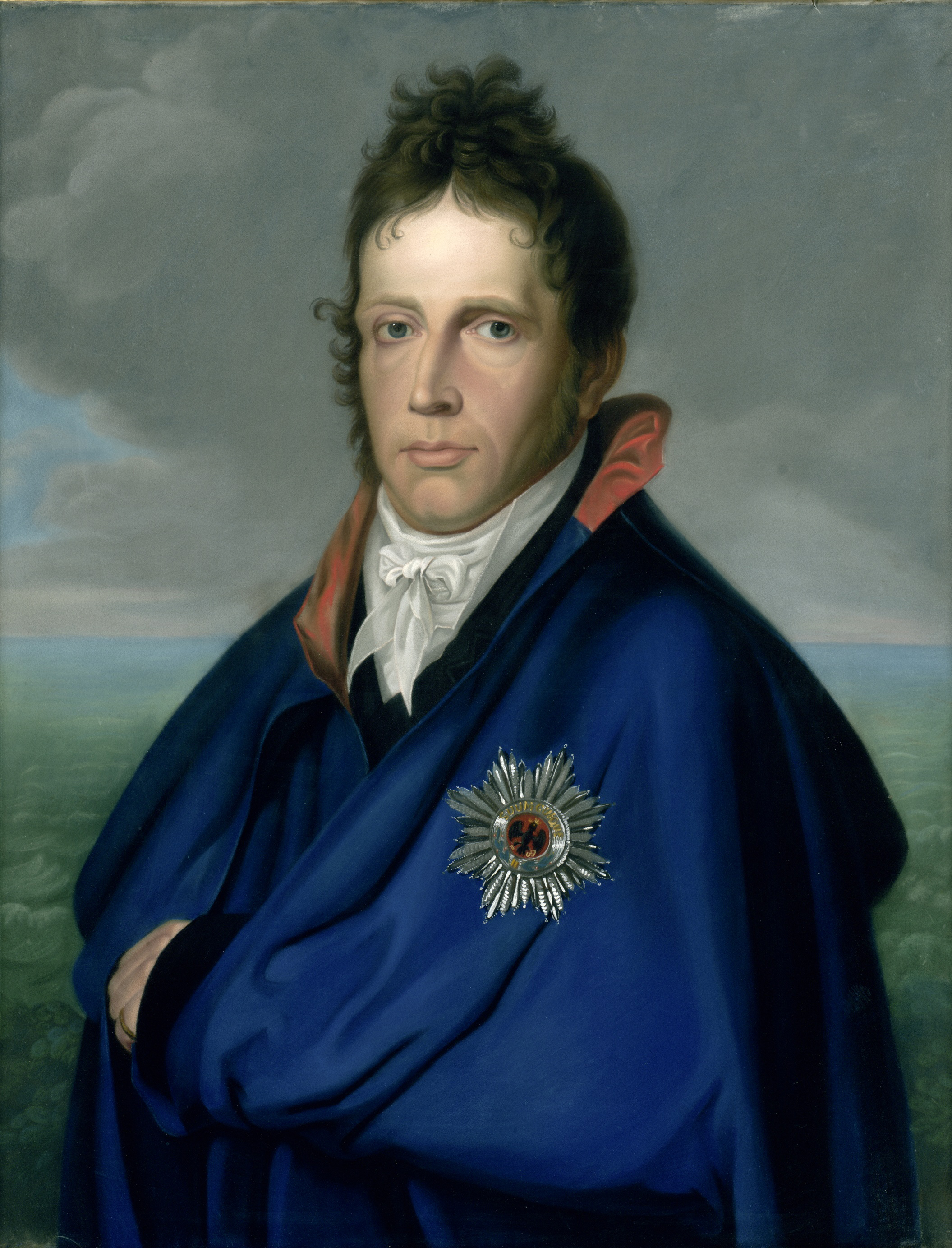
Виллем I 1815-1840 Король Нидерландов и великий герцог Люксембургский
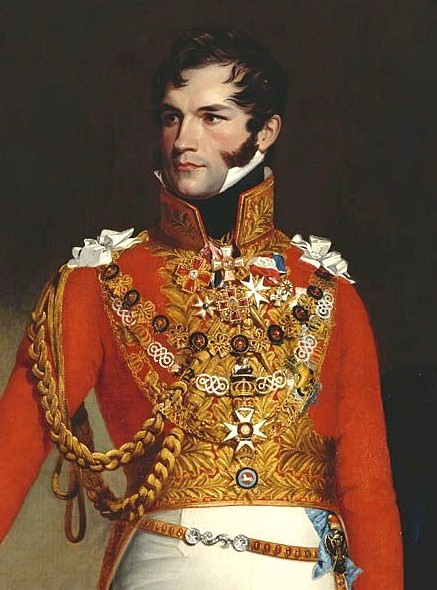
Леопольд I 1831-1865 Король Бельгии
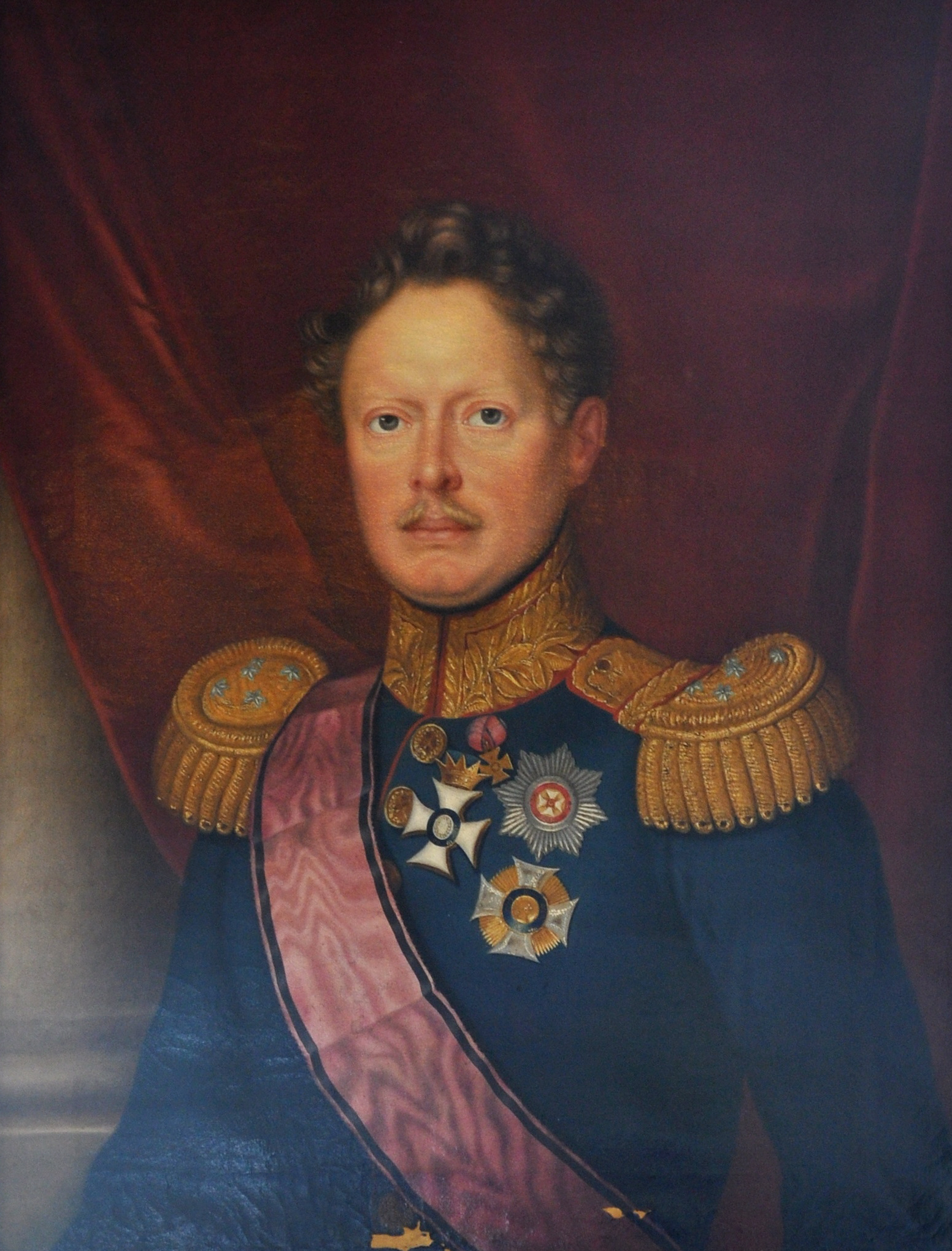
Вильгельм I 1816-1864 Король Вюртемберга
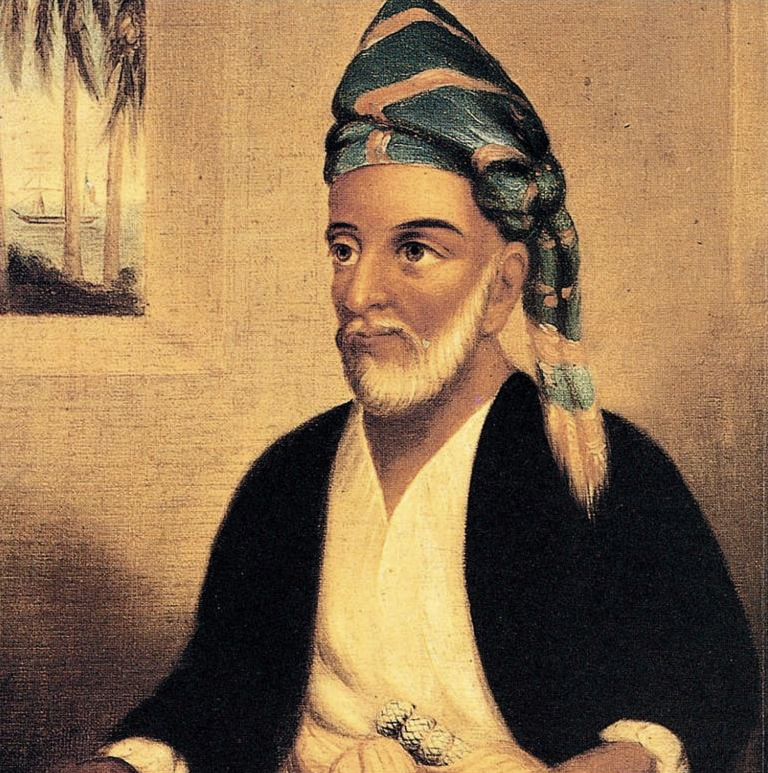
Саид ибн Султан 1804-1856 Султан Омана
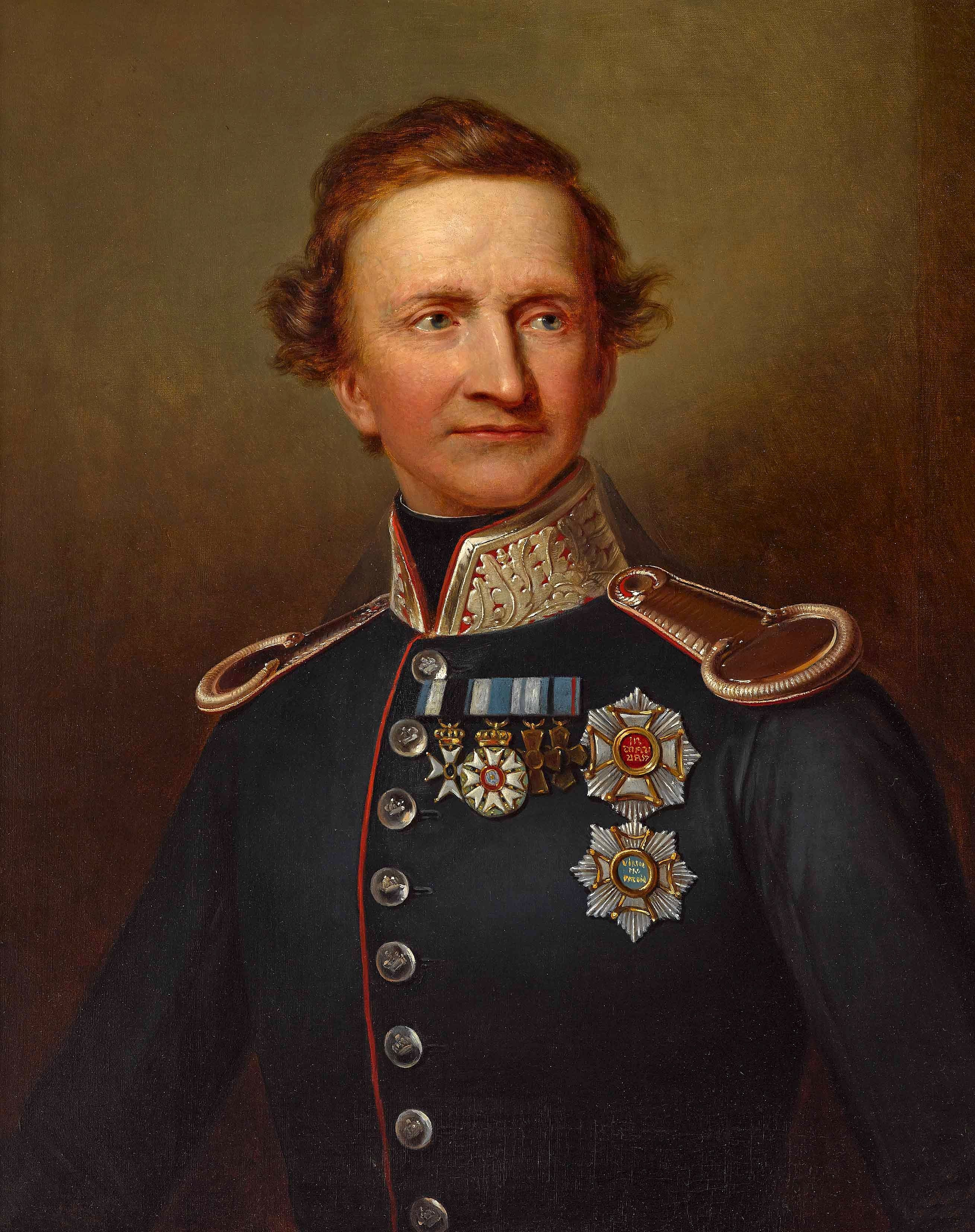
Людвиг I 1825-1848 Король Баварии
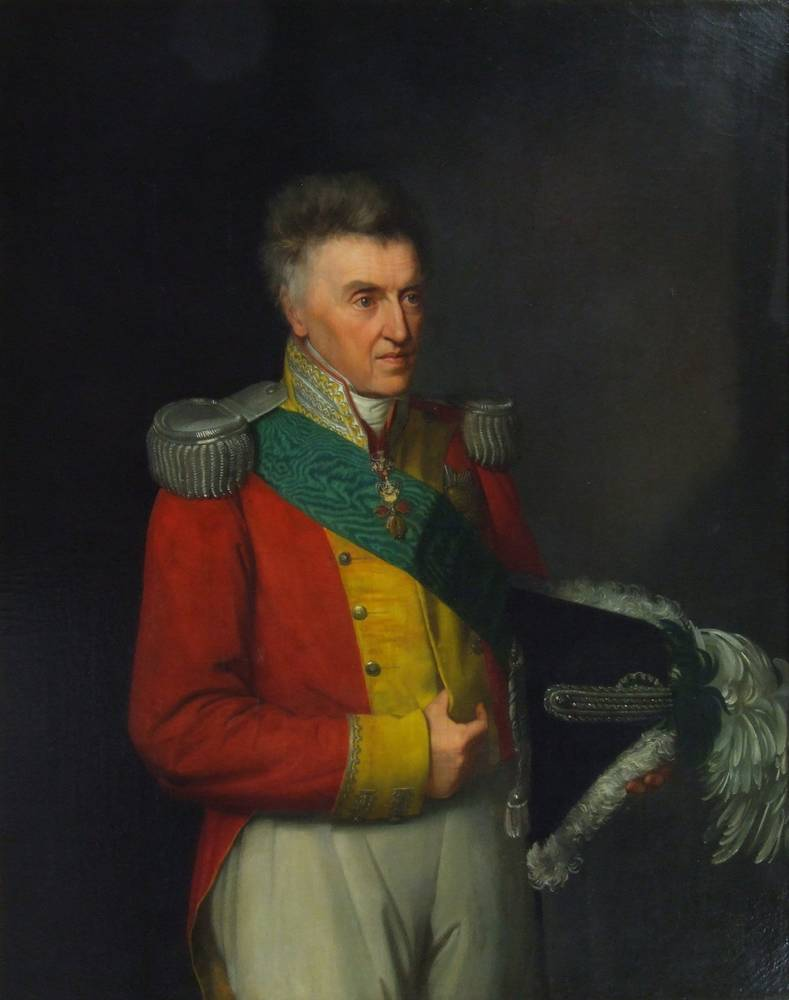
Антон 1827-1836 Король Саксонии
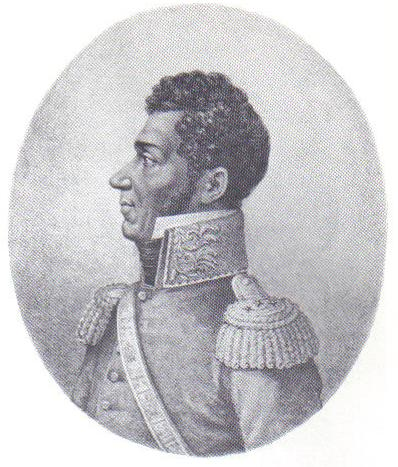
Жан Пьер Буайе 1818-1843 Президент Гаити
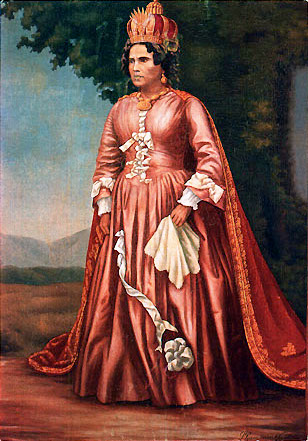
Ранавалуна I 1828-1861 Королева Мадагаскара
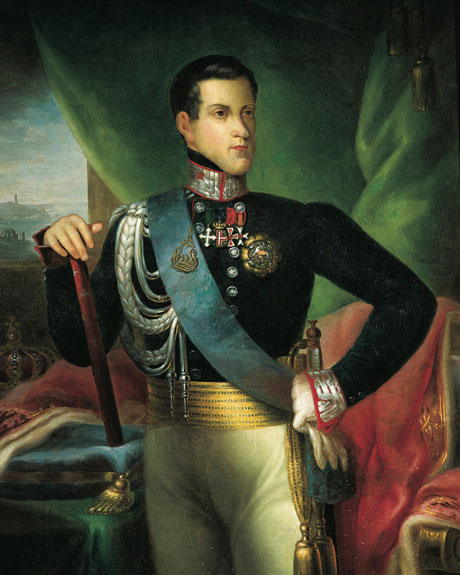
Карл Альберт 1831-1849 Король Сардинии
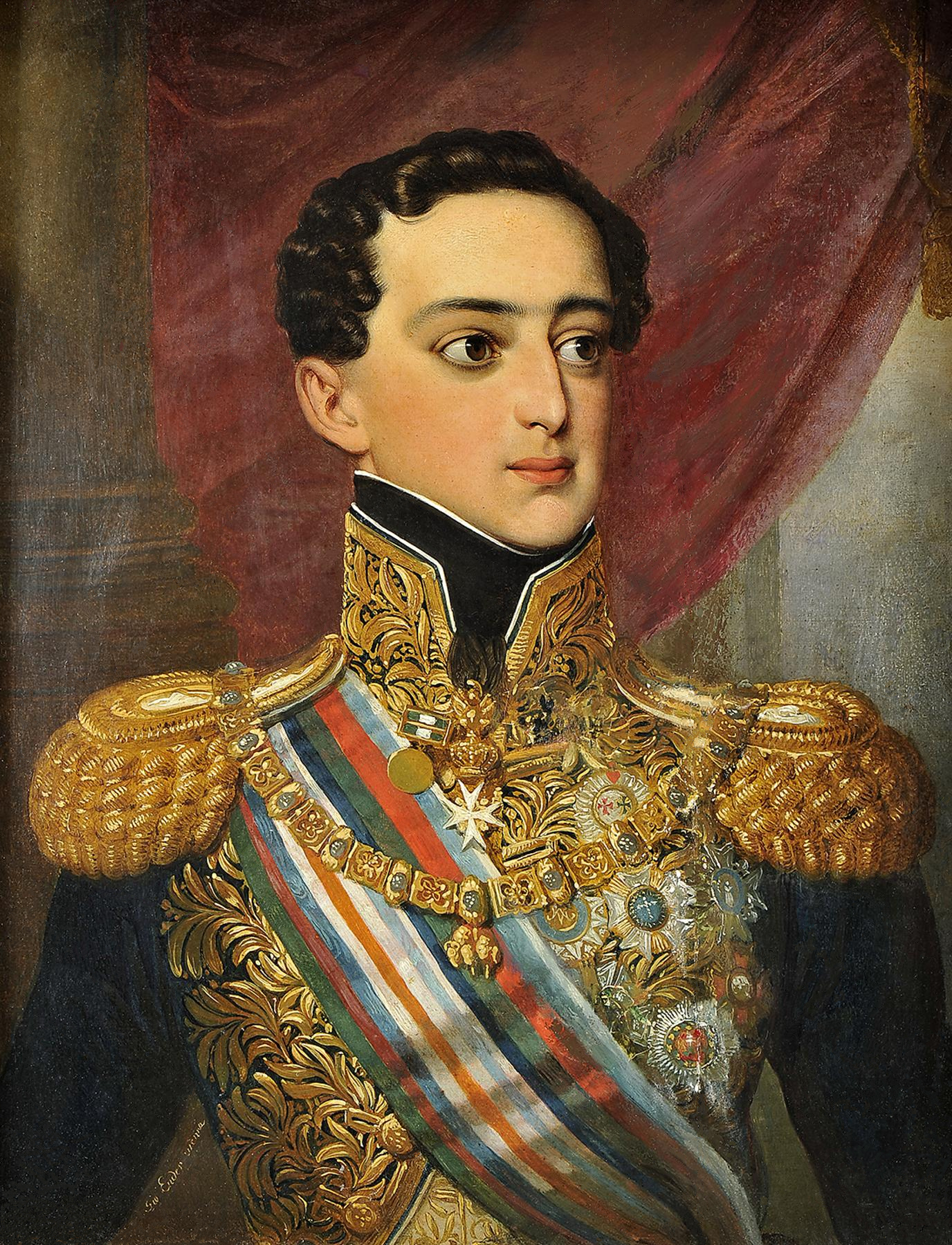
Мигел I 1828-1834 Король Португалии
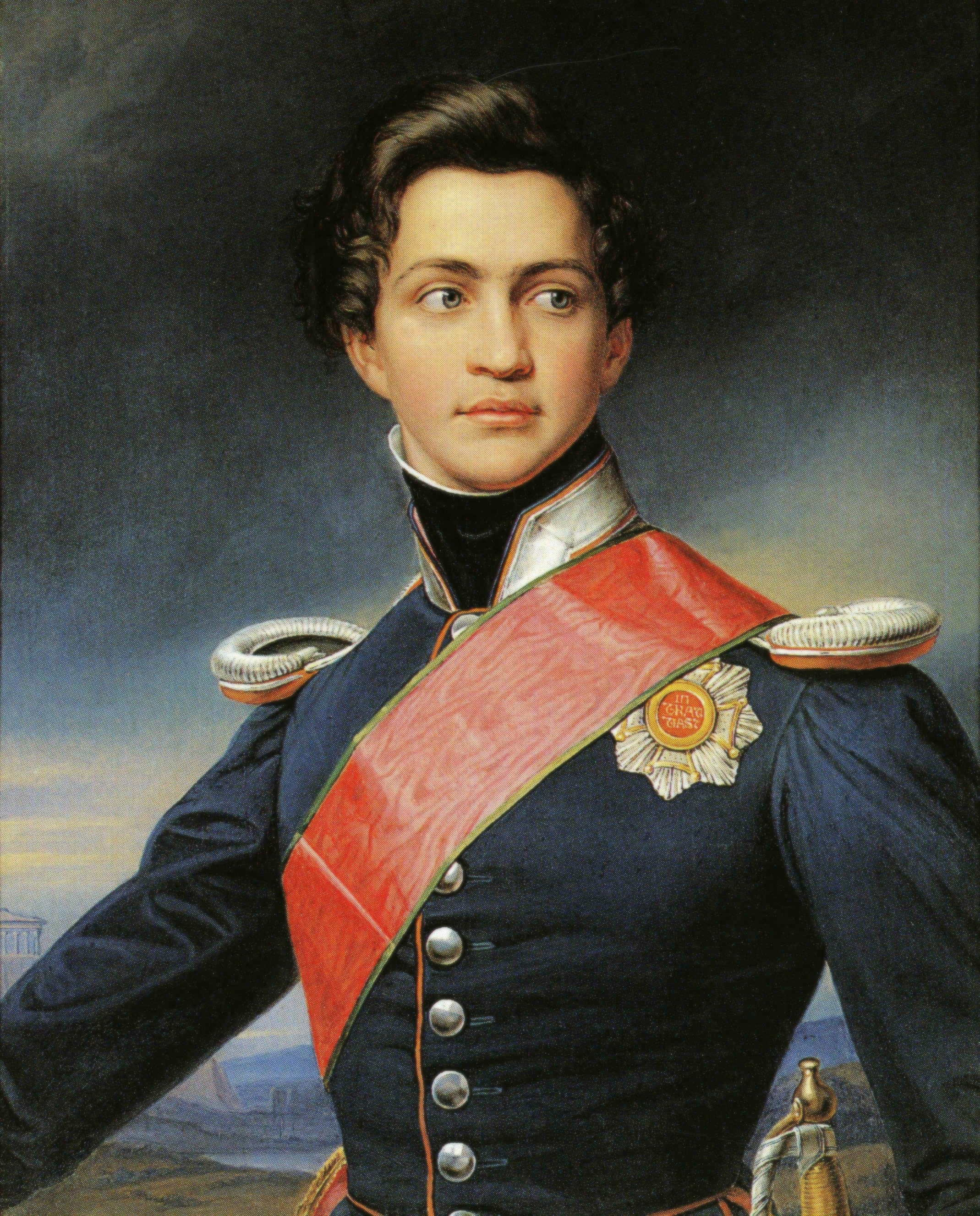
Оттон I 1832-1862 Король Греции
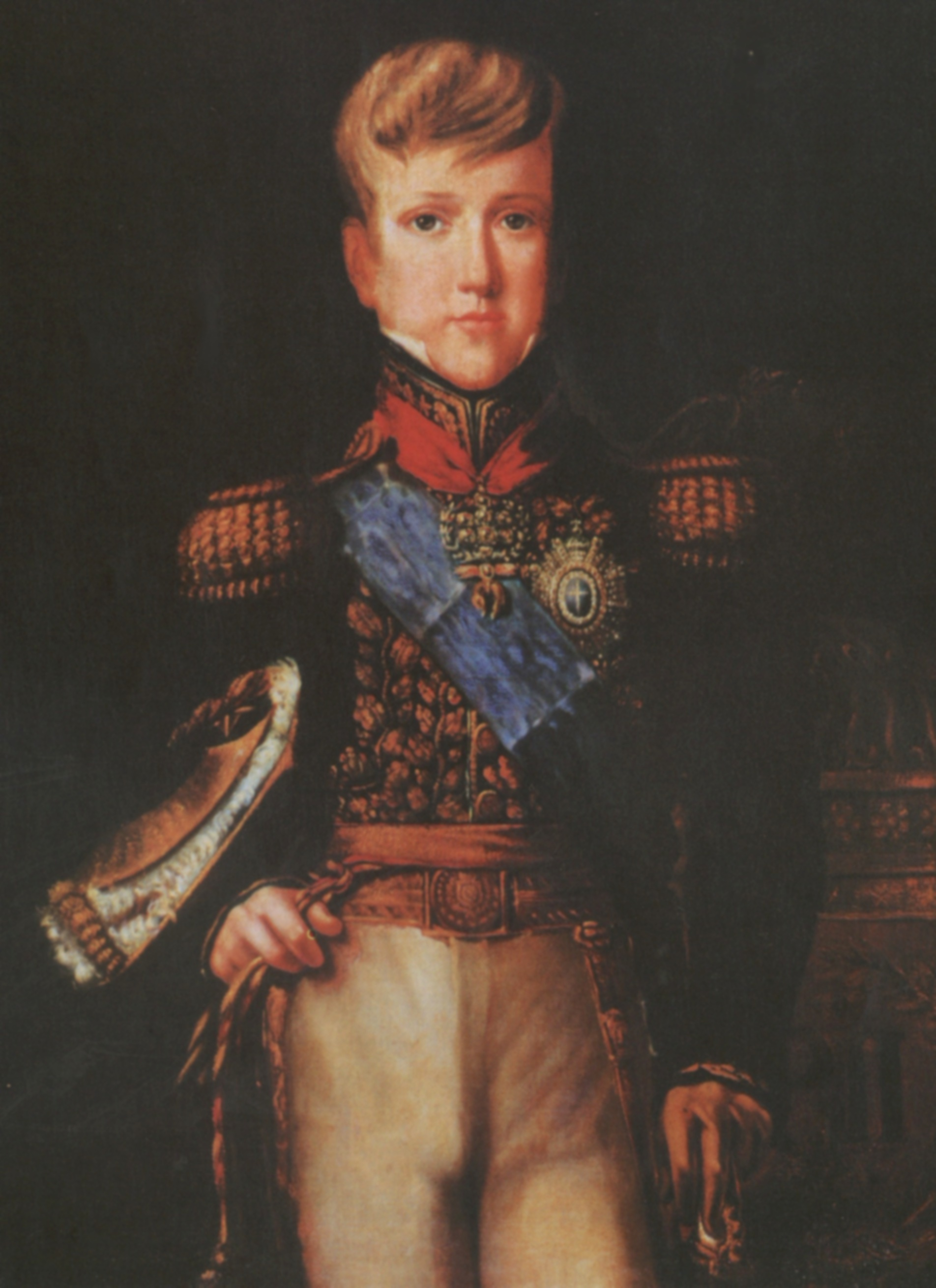
Педру II 1831-1889 Император Бразилии
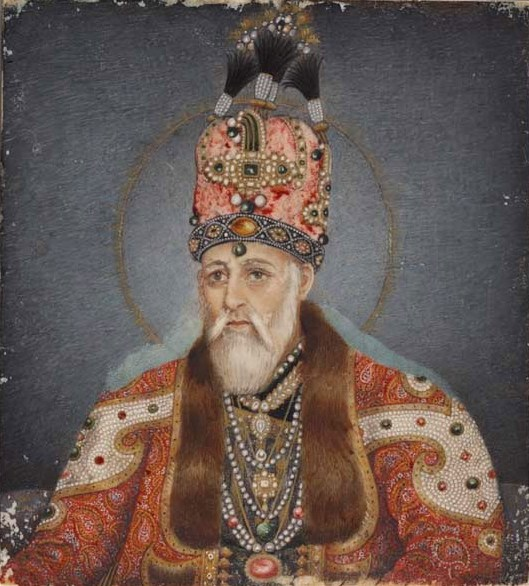
Акбар Шах II 1806-1837 Падишах империи Великих Моголов
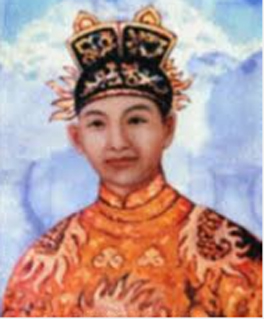
Нгуен Тхань-то 1820-1841 Император Вьетнама
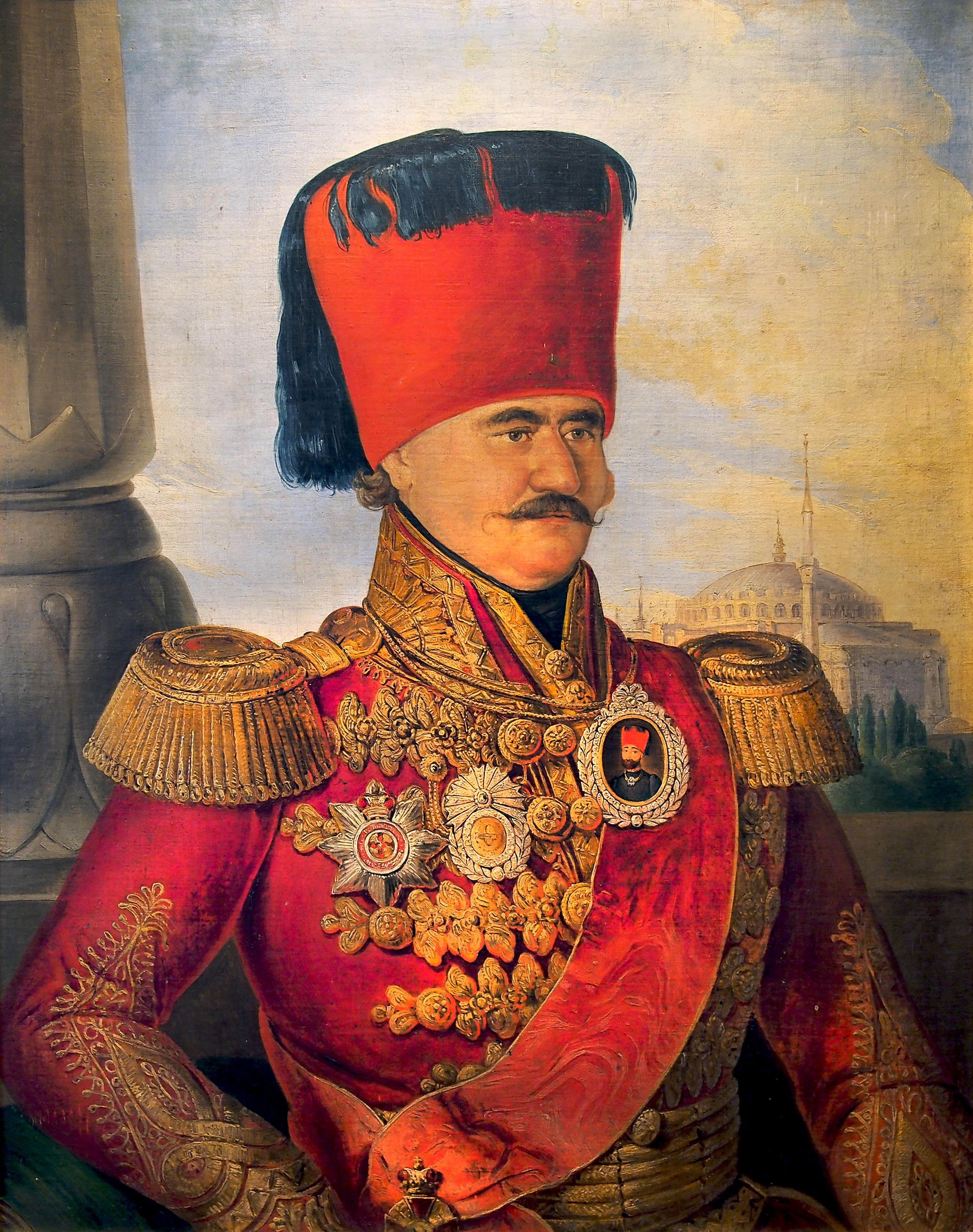
Милош Обренович 1816-1839,1858-1860 Князь Сербии
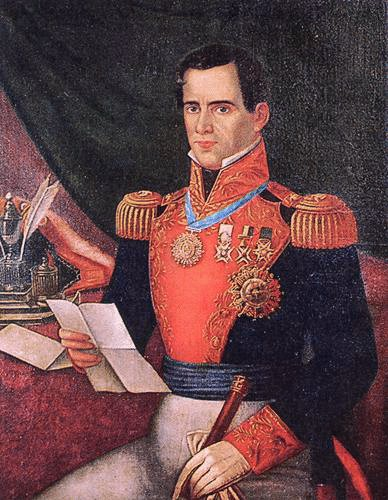
Антонио Лопес де Санта-Анна 1833-1835, 1839 Президент Мексики
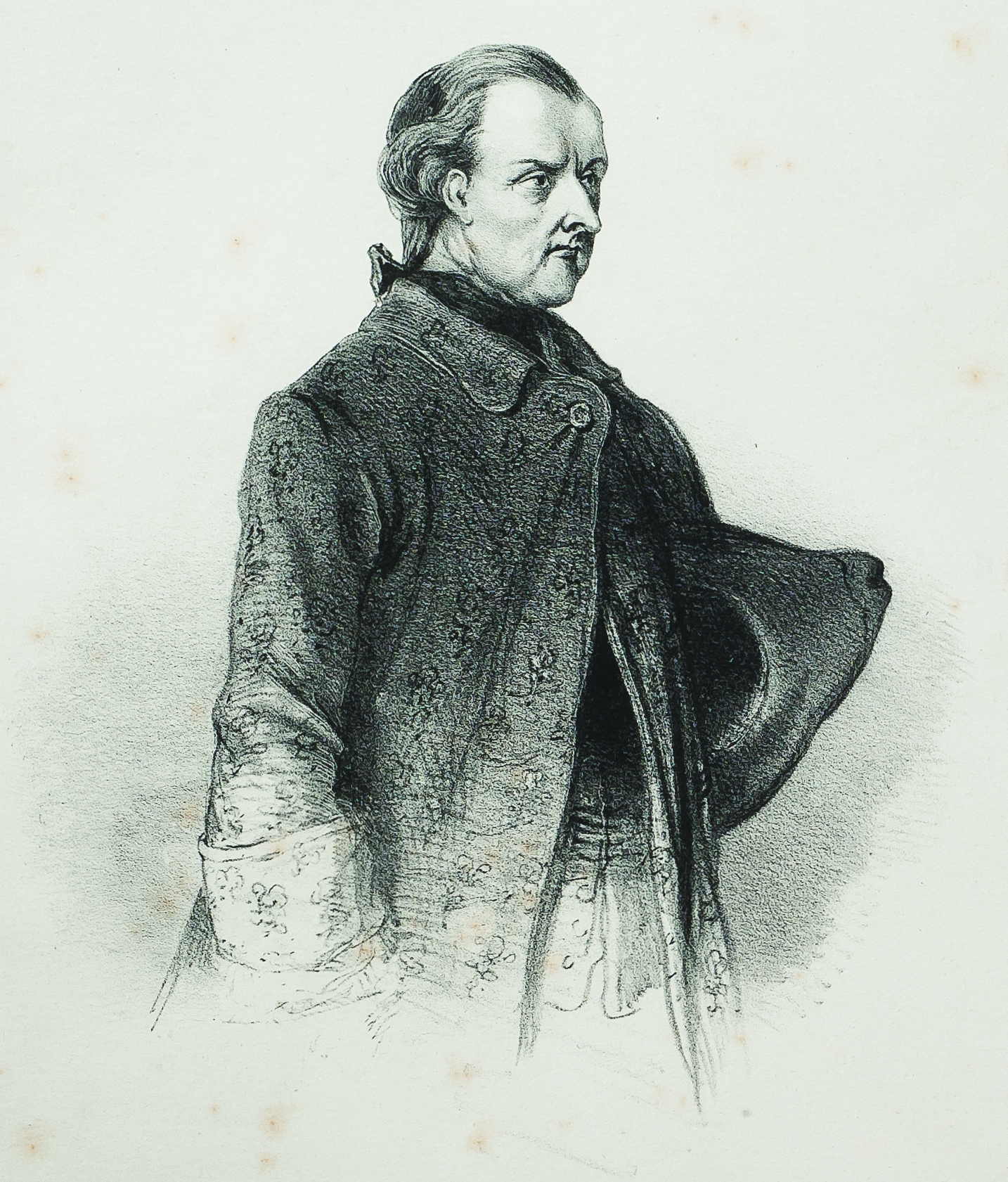
Хосе Гаспар Родригес де Франсия 1814-1840 Верховный диктатор Парагвая
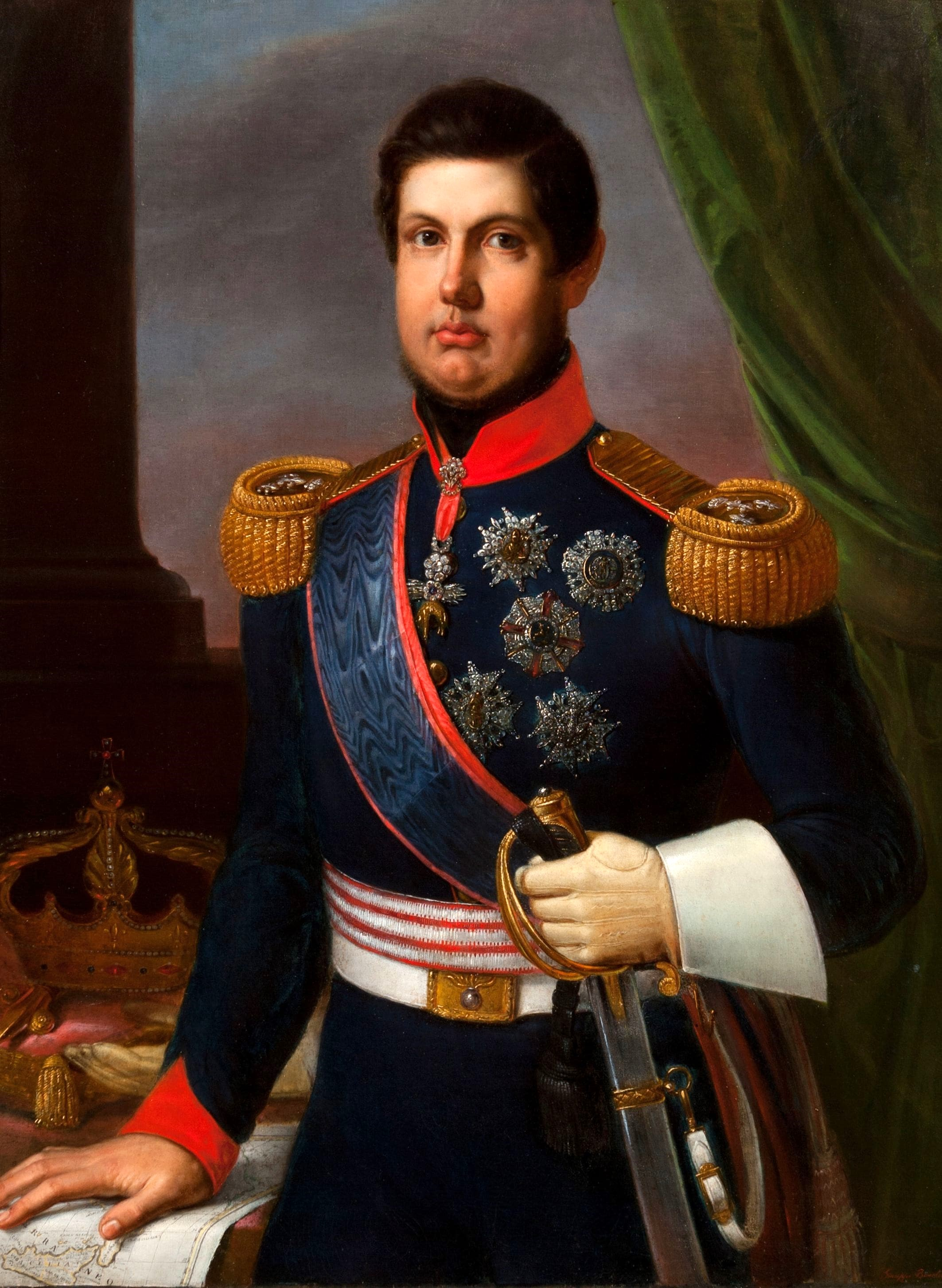
Фердинанд II 1830-1859 Король обеих Сицилий
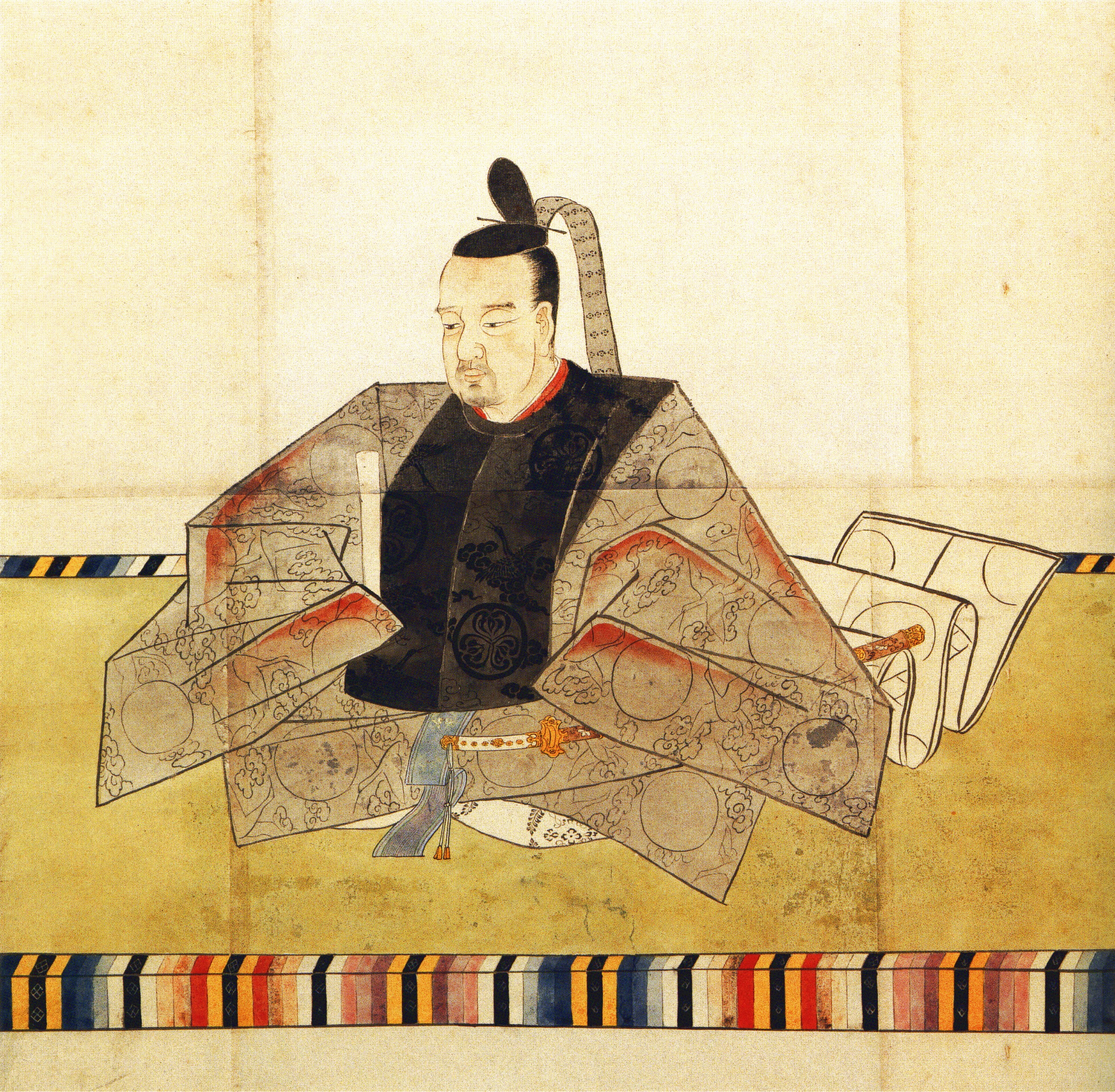
Токугава Иэнари 1787-1837 Сёгун Японии
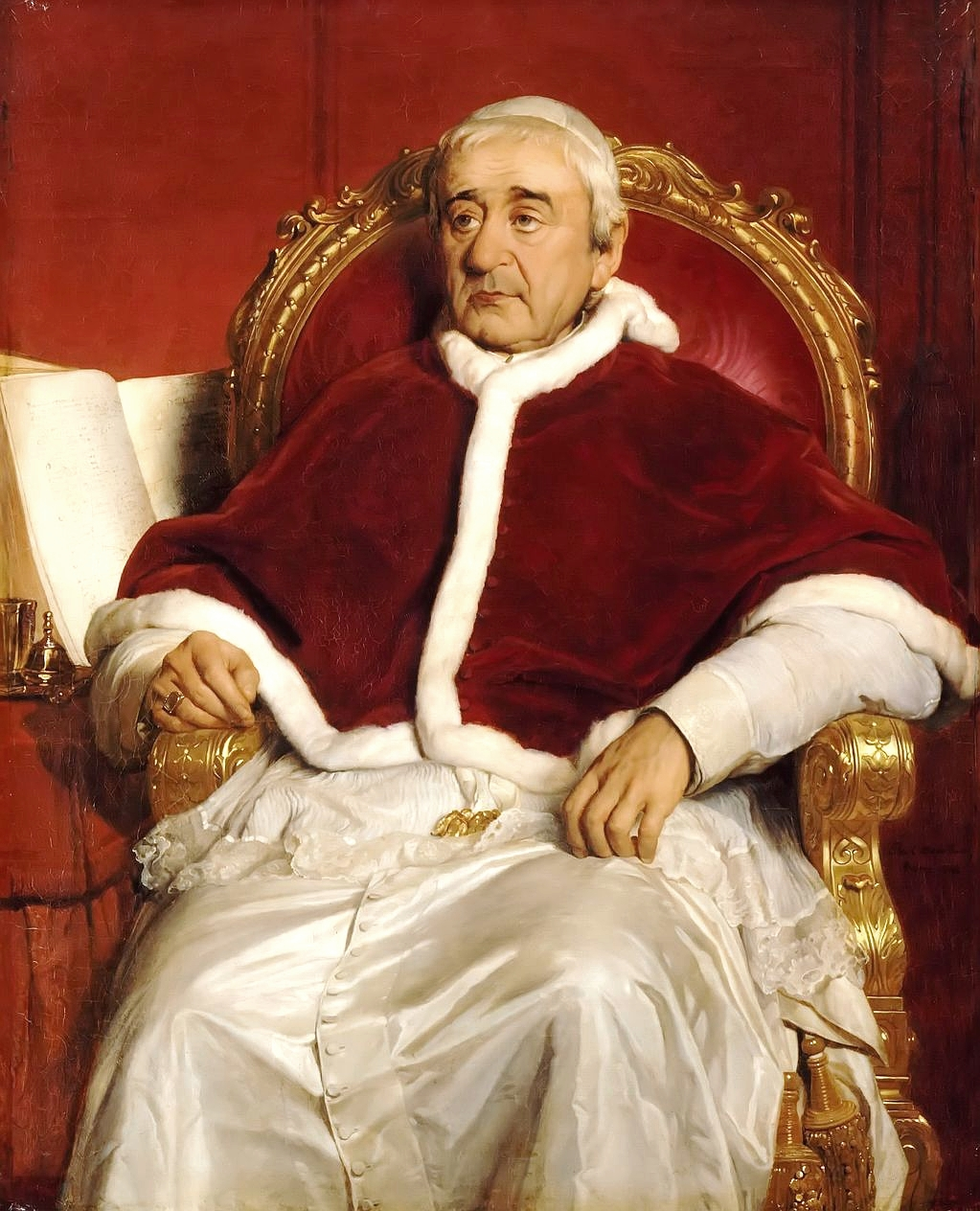
Григорий XVI 1830-1846 Папа Римский